# Festival Eurovisão da Canção 2009
O Festival Eurovisão da Canção 2009 (em inglês:  Eurovision Song Contest 2009, em francês:  Concours Eurovision de la chanson 2009 e em russo: Конкурс песни Евровидение-2009) foi a 54.ª edição do Festival Eurovisão da Canção, que é recebida pela cidade de Moscovo, na Rússia. Em 2008, com a canção "Believe", de Dima Bilan, a Rússia ganhou o Festival, e com isso os direitos de realizar o evento que decorreu de 12 de Maio, com a 1.ª semifinal, até 16 de Maio de 2009, com a final. Pelo meio, em 14 de Maio, foi realizada a 2.ª semifinal, no Olimpiisky Indoor Arena.
O grande vencedor foi Alexander Rybak, com a música "Fairytale", dando assim a oportunidade de a Noruega organizar o Festival Eurovisão da Canção 2010. Alexander Rybak bateu o recorde de pontos obtidos na Festival, com 387, e ao mesmo tempo, venceu com a maior margem de diferença para o segundo classificado. Antes do grande vencedor da final, o vencedor da 1.ª semifinal, foi a representante da Islândia, Yohanna, com a canção "Is It True?", e o vencedor da 2.ª semifinal foi o representante da Noruega, Alexander Rybak, com a música "Fairytale".
Mudanças no sistema de votação reintroduziram o sistema de júris, que possui 50% da votação final (os outros 50%, são efectuados por todo e qualquer cidadão que esteja nos países que concorrem ao Festival). Confirmaram a sua entrada e participaram no concurso 42 países. Com a saída da Geórgia, que viu a sua música desqualificada e não quis seleccionar outra, o Festival acabou por ficar reduzido. A Eslováquia anunciou que regressaria ao Festival, enquanto que São Marino desistiu, devido a dificuldades financeiras.
Outros países que pareciam querer regressar no edição de 2009 eram a Itália e Marrocos. A Geórgia e a Letónia, afirmaram primeiramente um boicote ao concurso, devido ao conflito no Cáucaso mas, mais tarde, a European Broadcasting Union (EBU) veio confirmar que ambos os países participariam na edição de 2009.
Pela primeira vez na História de todos os Festival, existiram apresentadores diferentes para as semifinais e para a Final. Para apresentar as semifinais, foram escolhidos o apresentador de televisão, Andrey Malakhov e a modelo Natalia Vodyanova, que vive actualmente em Londres. A Grande Final de 16 de Maio, foi apresentada pela personalidade mediática (conhecida por já ter feito anúncios televisivos, etc.) Ivan Urgant, juntamente com Alsou, que representou a Rússia no Eurofestival de 2000, em Estocolmo, acabando em 2º lugar com a canção "Solo", segundo lugar este que foi o melhor resultado do país até aquela altura. Os quatro apresentadores foram apresentados no dia 7 de Maio de 2009.
O Festival Eurovisão da Canção de 2009, ficou ainda marcado pela tentativa da entrada do Kosovo, porém, devido ao não reconhecimento de alguns países participantes no Festival, a entrada do Kosovo tornou-se mais difícil, tendo mesmo a Sérvia afirmado que, caso o Kosovo entrasse no concurso, se retiraria do certame.
Outros países que demonstraram interesse em participar no Festival foram o Cazaquistão, o Líbano e a Escócia. Pela primeira vez esteve também em cima da mesa a possibilidade de extinguir os Big 4 (Reino Unido, França, Espanha e Alemanha), obrigando-os a ter que passar por uma das semifinais, tal como todos os outros países concorrentes, à excepção do país anfitrião. Porém, tal não aconteceu, e os quatro países continuam a ter a passagem directa para a final.
A 30 de Janeiro de 2009 realizou-se o sorteio para determinar em qual das semifinais cada país teria que concorrer, assim como o sorteio para determinar qual a Semifinal a transmitir por cada um dos cinco países que passam directamente na final (para além da transmissão, estes também poderão votar nessa mesma Semifinal). Posteriormente, a 16 de Março, realizou-se o sorteio para decidir em que posição cada país actuaria nas semifinais, e na Final, assim como a ordem para as votações.
Pela primeira vez desde a sua introdução em 2007, não houve o já famoso "Eurovision winner's tour", que consistia em o vencedor do Festival andar a viajar durante quase um ano, pela Europa, a divulgar a sua música vencedora. O facto de este tour ter acabado deve-se às altas despesas que o mesmo acarreta para a EBU (patrocinadora de todo o tour), que garante não ter os lucros necessários para continuar com a iniciativa.
Com a conclusão de todas as infraestruturas necessárias para a realização do evento, a 2 de Maio de 2009, os primeiros eventos na cidade de Moscovo iniciaram-se também no dia 2 de Maio de 2009, a partir das 8h30 (hora de Moscovo). A abertura da época eurovisiva deu-se oficialmente no dia 2 de Maio de 2009, como já se esperava. Os primeiros ensaios ocorreram na arena, no mesmo dia, com uma grande cobertura mediática, e expectativa por parte de fãs de todo o Mundo, porém estes ensaios eram os das aberturas e intervalos dos três espetáculos, as delegações começaram a fazer os seus ensaios no dia 3 de Maio de 2009.
A famosa Eurovision Song Contest Opening Ceremony (Cerimónia de Abertura do Festival Eurovisão da Canção) deu-se a 10 de Maio, um dia antes do início dos ensaios finais, nos quais já houve audiência no local. Para o espectáculo que antecede a semana mais importante de toda a Eurovisão, estiveram presentes vários artistas de edições anteriores, assim como a presença dos responsáveis pelo Festival em Moscovo, da EBU, etc..

## Formato
A discussão sobre o formato do Festival Eurovisão da Canção 2009, ocorreu em Atenas, Grécia, em Junho de 2008. Foi feita então uma proposta, que faria com que os países do Big 4 (França, Alemanha, Espanha e o Reino Unido) perdessem o seu lugar automático na final do concurso. Contudo, acabou por ser confirmado que os países do Big 4, continuariam a estar na Final do Festival 2009.
Em 30 de Janeiro de 2009 teve lugar o sorteio dos países que iriam participar na 1.ª ou 2.ª Semifinal. De acordo com o sistema do Festival de 2008, todos os países são separados em seis potes individuais baseados nas votações efectuadas por cada um dos Festivais anteriores. O sorteio foi criado para assegurar que os países que têm uma maior probabilidade de dar pontos a outros na competição, não participem na mesma Semifinal (onde só podem votar os países que participam na mesma). Depois do sorteio, foram então conhecidos os países que iriam participar em cada Semifinal. Mais tarde foi também feito outro sorteio, para determinar em que Semifinal e em que países iriam votar o grupo dos Big 4 (Reino Unido, Espanha, Alemanha e França) e o país anfitrião (Rússia). Os Big 4 e o país anfitrião já estão automaticamente qualificados para a Final do concurso. O sorteio para a ordem de actuação nas semifinais e na Final, assim como o sorteio para a ordem na qual cada país, através de um porta-voz apresenta as suas pontuações atribuídas, ocorreram em Março de 2009.
Em 2009, pela terceira vez consecutiva desde 2007, a pequena produção realizada pela EBU, em conjunto com a emissora anfitriã do concurso, intitulada de Eurovision Countdown, foi para o ar, em três episódios de meia hora cada. Em cada episódio, foram apresentados todos os concorrentes, assim como reveladas algumas das surpresas guardadas até ao último momento. Os apresentadores do programa foram Yana Churikova, que também apresentou os dois sorteios Eurovisivos de 2009, e que também apresentou a Final nacional russa para escolher o seu representante, juntamente com Jovan Radomir, que apresentou o Festival russo de 2008.
Pela primeira vez, também o You Tube, um dos sites mais visitados do mundo, aderiu ao espírito eurovisivo, transformando o seu logotipo, com símbolos da Eurovisão 2009. O canal da Eurovisão no You Tube, teve mais de 20 milhões de visitas apenas em cinco dias, tornando-o assim o segundo canal mais visitado do mundo.
Também pela primeira vez na história do festival, o evento foi ligado em directo com a Estação Espacial Internacional, onde os astronautas agradeceram o maravilhoso espetáculo, e deram a ordem para a Europa começar a votar.

### Tema e visual

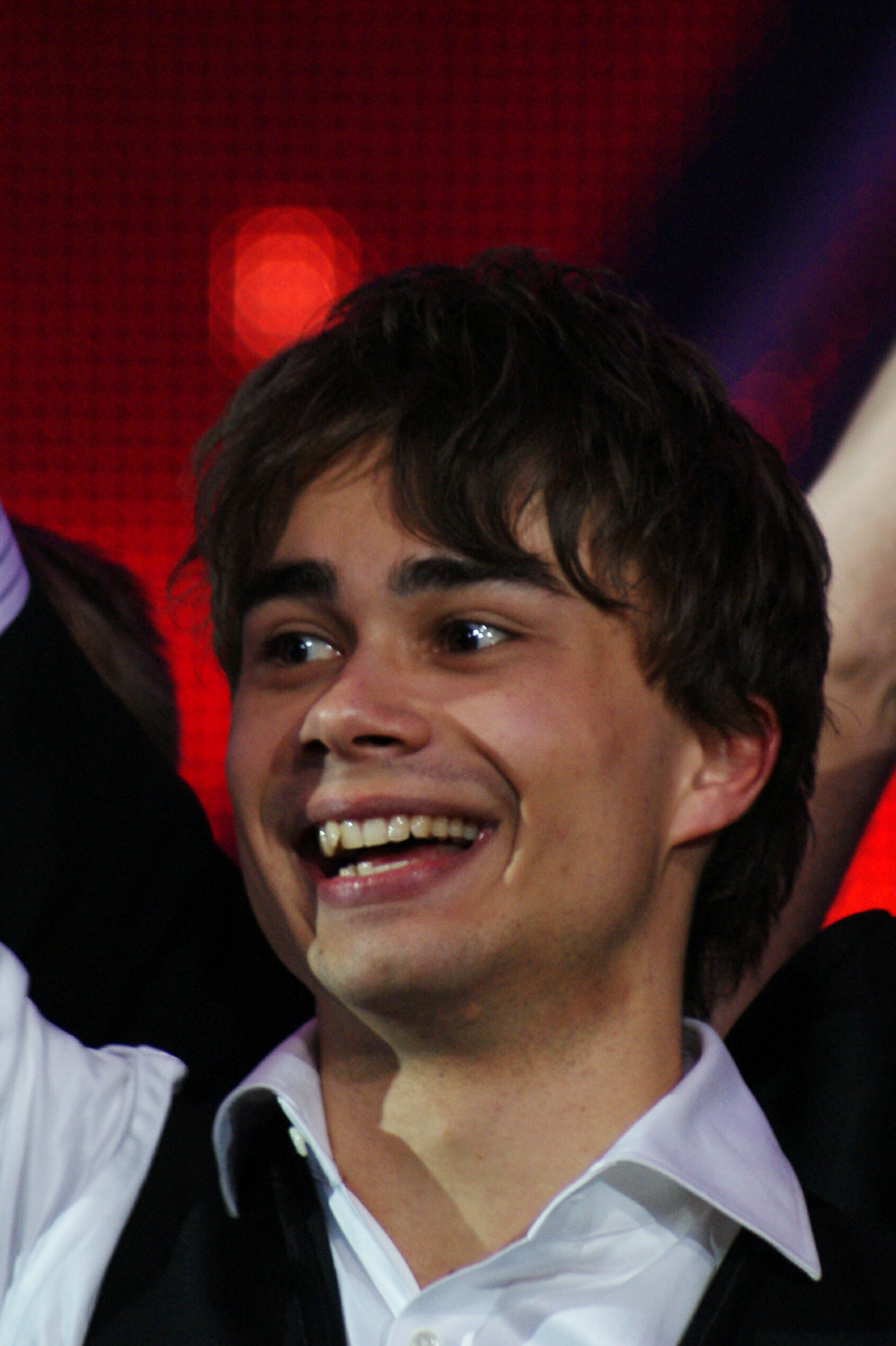
Alexander Rybak, vencedor de Festival Eurovisão da Canção 2009.

Durante o sorteio para a divisão dos países pelas duas semifinais e Final, a televisão anfitriã, o Channel One Russia apresentou o sub-logo e o tema do Festival 2009. O sub-logo é baseado numa espécie de "Fantasy Bird", que pode ser utilizado com muitas cores. Tal como nos anos anteriores, o sub-logo será apresentado durante e ao lado da apresentação do logótipo genérico. O sub-logo foi desenhado pela The Red Square Company. Esta foi a primeira vez, que não houve um slogan para o concurso, desde 2001.
O palco foi desenhado pelo famoso designer nova-iorquino John Casey, e é baseado à volta do tema contemporâneo da vanguarda russa. Casey, que desenhou anteriormente o palco para o Festival Eurovisão da Canção 1997 em Dublin, na Irlanda, esteve também envolvido nos trabalhos para as edições de 1994 e 1995. Ele explicou que "mesmo antes dele ter trabalhado com os Russos nos TEFI Awards em Moscovo em 1998 ele foi inspirado pela e desenhou para a arte através do período vanguardista russo, especialmente os construtivistas… Ele tentou desenhar o palco com um design teatral para o concurso, que incorpora a arte vanguardista russa numa mistura com a contemporânea, quase inteiramente feito com diferentes tipos de ecrãs LED." Casey explicou que juntos, os vários painéis de LED formam o produto final. Para além disso, grandes secções do palco têm a habilidade e a capacidade de se moverem, incluindo o portão circular central feito de ecrãs LED curvados, que pode ser movido a fim de dar um efeito e um toque especial/sentimento para cada uma das 42 músicas a concurso. A construção do palco iniciou-se a 31 de Março, estando pronta a 2 de Maio, um dia antes dos primeiros ensaios ocorrerem na arena.
Há cerca de cem anos, o químico russo Dmitri Mendeleiev criou a tabela periódica, que é utilizada por todo o Mundo. Como tal, os organizadores do Festival Eurovisão da Canção 2009, não quiseram deixar escapar uma das maiores invenções do seu país e criaram uma tabela periódica, com todos os 42 concorrentes deste ano, baseando-se no seu número de participações e de vitórias ao longo da história, por mais de cinquenta anos. Também é através desta tabela periódica que os designers da famosa Green Room se inspiraram para decorar e iluminar a mesma, através das cores a que cada país corresponde (tal como os elementos químicos têm uma cor na tabela periódica).
Pela primeira vez no Festival a introdução do país a actuar não foi feita através de um postal onde se mostram imagens de cada país a concurso, do país anfitrião (ou da cidade), nem através de mensagens ou actos artísticos (como em Belgrado, no último ano). Os cartões postais contaram com imagens feitas a computador, que representaram vários símbolos nacionais de cada país, porém através de objectos (predominantemente musicais). Exemplo disso, é o Arco do Triunfo, em Paris, que aparecerá recriado por um sistema de colunas de som. Para além desta nova forma de apresentar cada país, a Rússia também inseriu nestes cartões postais, com uma duração de aproximadamente 30 segundos, a modelo e Miss Mundo 2008 (e anteriormente Miss Rússia 2007), Ksenia Sukhinova, que aparecerá nos ecrãs de todo o Mundo, com as cores da bandeira de cada país, e 42 penteados e estilos diferentes.
Os famosos postcards, foram então constituidos por:
- Aparição da Miss Mundo 2008, Ksenia Sukhinova;
- Um grupo de famosos edifícios, monumentos e paisagens do país correspondente apareceram, como se fossem página de um livro em 3D;
- Sukhinova volta a aparecer, com um chapéu na cabeça, com todos os edifícios que apareceram no postal e uma t-shirt com as cores da bandeira do país em questão. Do lado direito aparecia o logotipo do ESC09 e o nome do país;
- No final, aparecia no ecrã, uma palavra em russo, com a respectiva tradução para inglês. (Por exemplo: "Spasibo" = Thank You (Obrigado))

Também do lado de fora do pavilhão foram colocados vários "objectos" alusivos ao evento. Várias flores (e relva) foram colocadas no exterior da arena, formando a palavra Eurovision, e dando assim um ar mais verde e ecológico no exterior. À volta de todo o edifício da arena, foram colocados vários painéis gigantes, que circundam todo o estádio, e formam um gigantesco anel, com as imagens da Miss Mundo, com as cores representativas de cada país (imagens essas que também aparecem nos cartões postais).
Pela televisão russa passou também um anúncio televisivo, com uma duração de cerca de 30 segundos, alusivo ao Festival, indicando as datas das semifinais e da Final, e os principais patrocinadores do evento. A principal imagem foi a modelo que "vestiu" as 42 nações, que aparece apenas "vestida" com a Rússia. Também por toda a cidade foram colocados painéis publicitários, cada um com a Miss Mundo caracterizada de cada nação, com a bandeira da mesma por detrás.

## Local
O Festival Eurovisão da Canção 2009 será realizado na Rússia, depois da sua vitória no Festival Eurovisão da Canção 2008 em Belgrado, Sérvia, com a canção de Dima Bilan, "Believe". Vladimir Putin, Primeiro Ministro da Rússia, constatou que o Festival seria realizado na capital russa, Moscovo, e foi proposto pela televisão responsável pelo concurso, o Channel One Russia, que o Festival se realizasse no Olimpiisky Indoor Arena, o antigo pavilhão Olímpico de Moscovo). Esta proposta foi avaliada pela European Broadcasting Union (EBU), e confirmada a 13 de Setembro de 2008. O responsável pelo edifício, Vladimir Churilin, veio a público refutar rumores de que era necessária uma reconstrução urgente da infra-estrutura, dizendo que: "It will not be required for the Eurovision Song Contest. We now can take up to 25 thousand spectators" ("Não será exigido para o Festival Eurovisão da Canção. Neste momento nós podemos acomodar 25 mil espectadores"). No entanto, o estádio recebeu obras de melhoramento, num valor aproximado de 10 milhões de euros, [carece de fontes?] tendo uma capacidade para cerca de 25 000 espectadores, e entre 3 mil a 5 mil lugares, exclusivos para jornalistas de todo o Mundo, perfazendo assim um total de 28 a 30 mil lugares para o Festival de 2009. Esta é, ao mesmo tempo, a segunda maior arena do Festival na história, tendo sido apenas ultrapassada em 2001, pelo Parken Stadium, onde cerca de de 40 mil espectadores assistiram ao concurso ao vivo. No fim, a remodelação do pavilhão, levou à substituição total de todos os assentos do mesmo, à criação de 24 novas salas de maquilhagem, uma nova sala vip, uma Green Room completamente remodelada e uma nova sala de conferências, com trezentos computadores, instalados em cento e sessenta secretárias.
A construção do palco e de todas as infra-estruturas relacionadas com o Festival, iniciou-se cinquenta dias antes da realização do mesmo. A 31 de Março de 2009, os primeiros camiões chegaram ao Olimpiisky Indoor Arena, onde a construção começou de imediato. O final das obras aconteceu a 2 de Maio de 2009, perto do início dos ensaios por parte dos quarenta e dois países no próprio palco. Enquanto a construção decorreu, vários engenheiros e peritos informáticos criaram os mais de quarenta efeitos de luz, som, pirotecnia, etc., para que tudo estivesse pronto até ao Festival. Em 2 de Maio a última peça do palco para o Festival Eurovisão da Canção 2009 foi colocada, e no dia seguinte começaram os ensaios.
Para além do Olimpiisky Indoor Arena, a organização do Festival utilizou a Praça Vermelha como local ao ar livre para comemoração do Festival (como já vem sendo hábito), assim como um grande edifício ao lado da mesma, onde ficou instalado o Euroclub e se realizaram concertos e festas. Esse grande edifício, situado ao lado da mais famosa praça russa, conhecida por Manege de Moscovo, foi inaugurado como Euroclub a 6 de Maio de 2009. Este é o maior espaço onde o evento já foi realizado. O espaço esteve aberto das 18h00 até às 03h00 do dia seguinte, e por vezes o horário era prolongado até às 06h00. Pelo espaço passaram vários artistas que já participaram na Eurovisão, e realizaram-se várias conferências de imprensa, festas, etc..

### Segurança
O Ministério do Interior Russo, representado pelo deputado chefe do ministério do departamento de segurança, Major General Nikolai Trifonov anunciou a 28 de Abril de 2009, que mais de 8500 polícias e seguranças, circularão pela Cidade de Moscovo, durante o tempo do festival. A segurança será reforçada principalmente junto ao Olimpiisky Indoor Arena, e ao pé dos principais hotéis (onze) onde ficarão instaladas as claques de apoio, assim como as próprias comitivas dos países (que podem ultrapassar as 20 pessoas apenas num país). No comunicado também foi expresso que o Ministério não espera nenhum ataque terrorista, mas que prefere não correr o risco de um ataque vir a ocorrer durante o festival, assim como algum protesto que ponha em causa o evento. A segurança também foi reforçada, devido às datas do festival coincidirem com dois dos principais feriados da Rússia, o Dia da Primavera e do Trabalhador a 1 de Maio, e o Dia da Vitória, a 9 de Maio. Ambos os feriados atraem gigantescos números de pessoas à cidade, assim como um acréscimo nas manifestações e protestos. Para além do grande reforço policial, na entrada da arena/pavilhão onde se realiza o festival, existirão vários detectores de metais, e pela primeira vez serão feitos testes ao nível de álcool no sangue. Qualquer tipo de bebida alcoólica é proibida no local do festival, mesmo em que reduzidas quantidades. Outra das muitas medidas de segurança tomadas pelas autoridades russas, é o corte do trânsito ao pé da arena, nas ruas Samarskaya, Durova e Shchepkina, desde o dia 11 de Maio até ao dia 16 do mesmo mês. Estas ruas sã conhecidas pelos seus grandes engarrafamentos, e a fim de evitar atrasos e possíveis problemas em nível de segurança, as autoridades resolveram cortar o trânsito por seis dias (o que não é muito normal em Moscovo.

#### Terrorismo
As equipas especiais russas evitaram um ataque terrorista, durante a primeira semifinal do Festival Eurovisão da Canção 2009. A notícia foi avançada a 14 de Maio de 2009, pela site da mídia russa Life.ru. Empregados da Agência Federal de Segurança Russa descobriram no interior do estádio olímpico, onde o festival estava a decorrer, um esconderijo onde se encontrava um pacote com seis balas de 9 mm. A descoberta ocorreu horas antes de a semifinal ser posta no "ar", para milhões de telespectadores. Os agentes federais disseram ainda que consideravam que as balas eram destinadas a ser utilizadas num atentado contra a vida de um dos intérpretes de um dos 42 países a concurso (18 naquele dia). O artista apontado foi o representante da Bulgária, porém ainda não foi dito por fontes oficiais a quem era dirigido o ataque.

### Transporte

Mapa do Metropolitano de Moscovo (2014).

A cidade de Moscovo dispõem de um gigantesco sistema de metropolitano. O Metropolitano de Moscovo chega a quase todas as partes da cidade. Nos três dias do festival, o horário do metropolitano será alargado até às 3h30m da manhã, o que acarreta um custo de 10 milhões de rublos para o sistema de transportes moscovita. O Metropolitano de Moscovo foi inaugurado em 1935, sendo o maior do mundo por densidade de passageiros, transportando por volta de 3340 milhões de pessoas por ano e cerca de 9,2 milhões de pessoas por dia. A sua rede é composta por 173 estações, distribuídas por 12 linhas através de 282,4 km (sendo assim o sexto mais extenso do mundo). Apesar do metropolitano ser bastante utilizado, os fãs eurovisivos foram aconselhados a não utilizar o mesmo, por este ser grande e confuso, onde uma pessoa facilmente se perde. Para facilitar uma pouco a "vida" de todos os visitantes, a Câmara de Moscovo, colocou em todas as ruas da capital, placas com os nomes das ruas no alfabeto latino, assim como o sistema de metropolitano fez no nome das estações.
Vários autocarros foram alugados e postos ao serviço do festival. Depois de terem "sofrido" uma pequena remodelação no seu exterior, colocando-se assim imagens elucidativas ao festival, os autocarros estão ao serviço de todos, com rotas desde o Olimpiisky Indoor Arena até ao Euro Club, passando por todos os hotéis oficiais e reconhecidos pela organização do concurso.
Para transportar os artistas e as suas delegações a organização do Festival Eurovisão da Canção 2009, alugou várias camionetas, carros, etc, tudo com os símbolo do festival a percorrer todo o seu comprimento. Sempre que uma delegação executa uma viagem terá sempre polícia a acompanhá-la, de modo a evitar problemas de maior.

## Votação

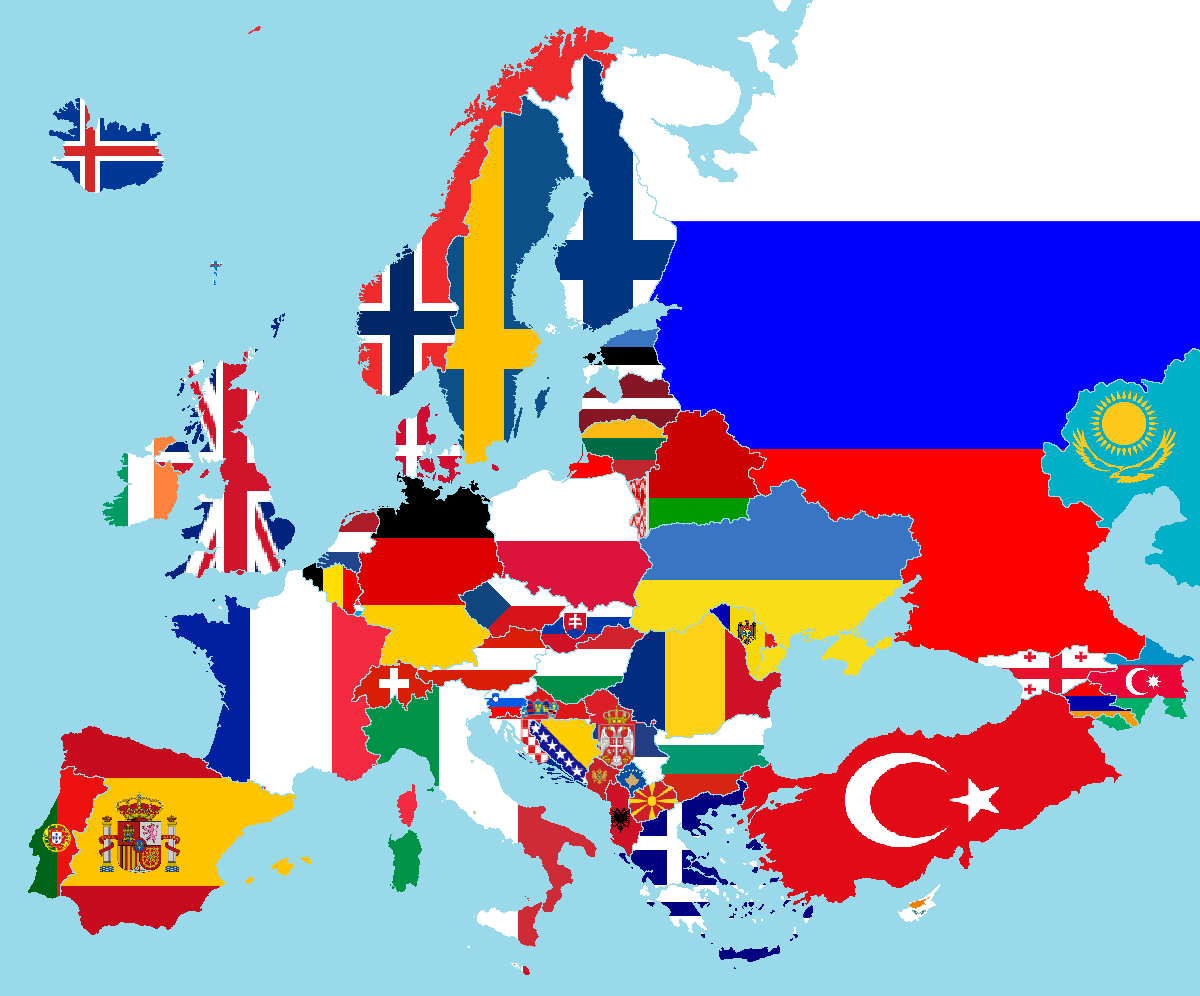
Países Europeus e respectivas bandeiras (é possível avaliar os votos vizinhos).

Em resposta a algumas televisões responsáveis pela divulgação do concurso nos países europeus, que continuavam a queixar-se do voto político, vizinho e diáspora, a EBU avaliou o sistema de votação usado no concurso, com a possibilidade de fazer uma alteração no sistema de votação, já para o Festival Eurovisão da Canção 2009. Os organizadores do festival enviaram então, um questionário sobre o sistema de votação às televisões difusoras, e um grupo de referência incorporou as respostas dos questionários numa sugestão para a alteração do sistema de votação no próximo ano. A Telewizja Polska (TVP), da Polónia, propôs que se adicionasse o júri internacional, similar ao que foi usado no Festival Eurovisão da Dança 2008 no Festival Eurovisão da Canção, para reduzir o impacto do chamado block voting e avaliar a qualidade do artista e da sua música. Desde então, foi confirmado que o voto seria feito através do sistema 50 por 50, em que metade dos votos seria atribuído pelo televoto e outra metade pelo júri nacional. O método de selecção dos países da semifinal para a final, será o mesmo, contudo, apenas nove países passarão à próxima fase através de televoto, dado que o décimo finalista será escolhido através de um sistema de jurados. Pormenores sobre o método ficaram combinados após reunião do "Reference Group" em Dezembro de 2008. Os júris nacionais, foram originalmente implantados no Festival Eurovisão da Canção, em 1997. Porém, apenas seis anos depois, em 2003, a votação passou a ser realizada através de 100% televoto.
Edgar Böhm, director de entretenimento do canal público Österreichischer Rundfunk (ORF), da Áustria, constatou que o formato de 2008, com duas semifinais "continuaria a incorporar uma mistura de países que iriam certamente ser politicamente favorecidos no sistema de votação", e "que, a menos que um guia de instruções simples e claro sobre como estão organizadas as semifinais feitas pela EBU, a Áustria não participará no Festival de Moscovo 2009". Apesar da inclusão de um júri na final, a Áustria não participará no festival, mas emitirá o mesmo no seu país, tal como em 2008.
As novas regras de votação para o Festival Eurovisão da Canção, são as seguintes:
* Cada júri será constituído por 5 elementos relacionados com a área musical, sendo um deles Presidente de Júri. As estações participantes terão que tornar a composição do Júri pública até ou durante a final;
* Os elementos do júri votarão de acordo com o visionamento do 2º Ensaio Geral usando o sistema eurovisivo (1 a 8, 10 e 12 pontos), depois, todos os 5 boletins de votação serão juntos e daí sairá a votação de cada júri nacional;
* Em caso de empate entre 2 ou mais canções, o júri deve chegar a acordo quanto à ordem relativa entre esses temas;
* A votação do júri será escrutinada por um auditor e será tornada pública no site oficial do evento;
* O televoto decorrerá após a audição de todas as canções e por um período de 15 minutos (tal como nas edições anteriores);
* O televoto poderá ser via SMS e/ou telefonema;
* A votação final de cada país será obtida pela conjugação do voto público e do voto do júri, pesando cada um 50%;
* Em caso de empate na conjugação das 2 pontuações, será melhor pontuada a(s) que tiverem obtido maior pontuação pelo televoto.
Para assegurar que as regras são cumpridas, a EBU enviará para cada país, um auditor externo, que monitorizará tudo o que ocorrer em relação ao festival.
No fim, depois da votação do público e dos júris, os 12 países com mais votos, passam a ter uma pontuação de 1 a 12 respeitando os votos anteriores. No fim soma-se ambos os valores que vão de 1 a 12 nas pontuações, e volta-se a pôr por ordem de pontuações determinando assim o grande vencedor. Para se ter uma ideia melhor de como será o sistema de votação, tomem-se os exemplos em baixo:
Predefinição:Tabelas de Exemplo do Novo Sistema de Votação do Festival Eurovisão da Canção
Em caso de dois ou mais países terem igual número de pontos no resultado definitivo, tanto na final como na semifinal, utiliza-se como regra de desempate o número de votos entregues com o máximo de pontuação. Se dois ou mais países tiverem igual o número de votos com 12 pontos, então analisa-se o número de votos com 10 pontos, e assim sucessivamente até acabar com o empate.
Nota
- Este mesmo processo de votação foi adoptado por Portugal, aquando do Festival RTP da Canção 2009, de modo a "ambientar" os portugueses ao novo sistema de votações.

### Júris
A edição de 2009, terá pela primeira vez desde 2002, um grupo de jurados, no entanto, desta vez o grupo de jurados será o maior de sempre. Um total de 210 jurados irão julgar as entradas do Festival Eurovisão da Canção 2009 (5 jurados por país). Os júris devem consistir na maior variedade possível de profissões relacionadas com o mundo do espetáculo (cantores, produtores, etc), e deverá ser diversificado em género, sexo, idade, estatuto social, etc. Todos os membros dos júris têm que ser cidadãos do país em que são os júris, e não podem estar ligados de qualquer forma aos representantes do seu país. Caso contrário, o seu voto pode ser anulado.

### Porta-vozes dos jurados e televoto
Tal como em todos os anos, desde que o festival se rege por um sistema de televoto, cada televisão anfitriã nacional, terá que escolher um porta-voz, que divulgará os votos do júri e do televoto do seu país. As pontuações de 1 a 7 apareceram automaticamente no quadro de votações, e posteriormente, o porta voz anunciará os países que receberam os 8, 10 e 12 pontos do seu país. Os resultados do Festival Eurovisão da Canção, serão posteriormente colocados no site oficial, pelo Executivo Superior da EBU. Os resultados serão dados a conhecer apenas com as pontuações do público, do júri, e no fim dos dois juntos. A lista das pessoas que transmitiram os pontos atribuídos pelo seu país e pelo júri, aos outros países participantes no Festival Eurovisão da Canção 2009, de cada país, pode ser observada na ligação no início desta secção (porta-vozes dos júris e televoto).

## Países classificados para a final
- Rússia - Vencedor do Festival Eurovisão da Canção 2008 - Organizador do Festival
- Reino Unido - Pertence aos Big 4, por isso tem passagem directa para a final.
- Espanha - Pertence aos Big 4, por isso tem passagem directa para a final.
- França - Pertence aos Big 4, por isso tem passagem directa para a final.
- Alemanha - Pertence aos Big 4, por isso tem passagem directa para a final.

### Big 4
A possibilidade dos quatro países (França, Reino Unido, Espanha e Alemanha) passarem directamente para a final foi questionada tendo mesmo sido notificado a obrigatoriedade destes países passar por uma das semifinais,  porém a 14 de Setembro de 2008, os altos comissários da EBU, vieram a público dar a conhecer a sua decisão na sua última reunião: que os Big 4 (Reino Unido, Espanha, França e Alemanha), não perderiam o seu privilégio de não passarem por uma das semifinais, mas sim diretamente para a final.

## Participações individuais
Durante cerca de dez meses, todos os países elegeram os seus representantes, assim como as músicas que os mesmos viriam a interpretar em Moscovo. Para realizar tal selecção, cada país utilizou o seu próprio processo de selecção. Alguns optaram pela selecção interna, que consiste em a televisão organizadora daquele país, é quem faz a escolha; no entanto, por vezes apenas o artista é seleccionado internamente, e a música não. Outros países (a maioria), utiliza um programa de televisão para seleccionar a sua entrada. Quartos de final, semifinais, second-chances e finais, foram realizadas durante dez meses na maioria dos países europeus, cada um com o seu processo próprio (também a internet foi utilizada na fase de escolhas). No conjunto de artigos em baixo, é possível ler mais ao pomenor o tipo de processo que cada país utilizou, assim como os resultados e reacções.

## Participantes

Países que participam nas semifinais
Países directamente seleccionados para a final
Países que regressam, participação na semifinal
Países que saem
Países que participaram em edições anteriores, mas não nesta

Seguindo a publicação da lista de todos os países participantes pela EBU, quarenta e três países confirmaram a sua participação no Festival Eurovisão da Canção, incluindo a Eslováquia, que regressa ao concurso, após onze anos consecutivos de ausência. Mais tarde o número de concorrentes baixou para os quarenta e dois. A  Geórgia anunciou originalmente que não participaria no festival, como consequência da Guerra na Ossétia do Sul, em protesto contra os polícias estrangeiros da Rússia, mas desde o fim da guerra, a Geórgia resolveu não "faltar" ao festival, decisão que também foi inspirada com a sua vistória no Festival Eurovisão da Canção Júnior 2008, e onde a Rússia também atribuíu 12 pontos respectivamente à Geórgia (a pontuação mais alta que um país pode dar a outro). Svante Stockselius, o fiscal da EBU para a Eurovisão, disse que um número recorde de países estaria a concorrer em Moscovo, em 2009, dizendo que 44 ou mais países entrariam no concurso, no entanto isto acabou por não ocorrer, e o número de entradas no Festival Eurovisão da Canção 2009, é igual ao número de entradas do festival de 2008.
Surgiram rumores acerca da participação e do retorno de São Marino e do Mónaco. A  Télé Monte Carlo (TMC), a televisão oficial do Mónaco, confirmou mesmo que estariam a decorrer conversações entre eles e a EBU, para o regresso do Mónaco ao festival em 2009.  Ao mesmo tempo, surgiram rumores de que São Marino, ou melhor, a sua televisão oficial, a Radiotelevisione della Repubblica di San Marino (SMRTV), iria retirar-se do festival em 2009, face ao mau resultado no último ano. No fim, depois de ter confirmado a sua intenção de participar em Moscovo, a SMRTV foi forçada a desistir do evento, devido a dificuldades financeiras que puseram em causa uma segunda participação.
Durante este período também se falou da possibilidade do ingresso de novos países. Depois de vários anos sem uma cadeia de radiodifusão própria, a 1FLTV foi criada no Liechtenstein, a qual está qualificada para entrar na EBU, requisito fundamental para se poder participar na Eurovisão, algo que já tinha causado intenções no pequeno principado mais do que uma vez durante vários anos.
A televisão oficial da Letónia, a LTV, a 17 de Dezembro de 2008, afirmou a sua retirada do Festival Eurovisão da Canção, três dias depois da participação final estar deliniada. Isso aconteceu devido a cortes orçamentais de mais de 2 milhões de Lats no orçamento da LTV, prejudicando assim, a sua capacidade de pagar as propinas para a participação no concurso. A LTV confirmou que havia informado a EBU da sua intenção de desistir, baseada apenas em dificuldades financeiras. A LTV esteve em discussão com a EBU numa reunião, para encontrar então uma solução para manter o país no Festival Eurovisão da Canção. A 20 de  Dezembro de 2008, a LTV anunciou por fim, a sua retirada oficial do festival, e que tanto a EBU como o Channel One, concordaram em não forçar uma penalização mais tarde pela sua desistência como televisão emissora do festival de 2009. A LTV, aproveitou também, para expressar a sua intenção de participar no Festival Eurovisão da Canção 2010. Contudo, a 12 de Janeiro de 2009 foi confirmado que a Letónia participaria no festival de 2009. A 9 de Março de 2009, a EBU resolveu desqualificar a música georgiana, dando a hipótese à Geórgia de escolher outra, no entanto oo país não aceitou isso, e resolveu boicotar a edição de 2009, a 11 de Março de 2009, onde faria a sua terceira aparição no festival.
.

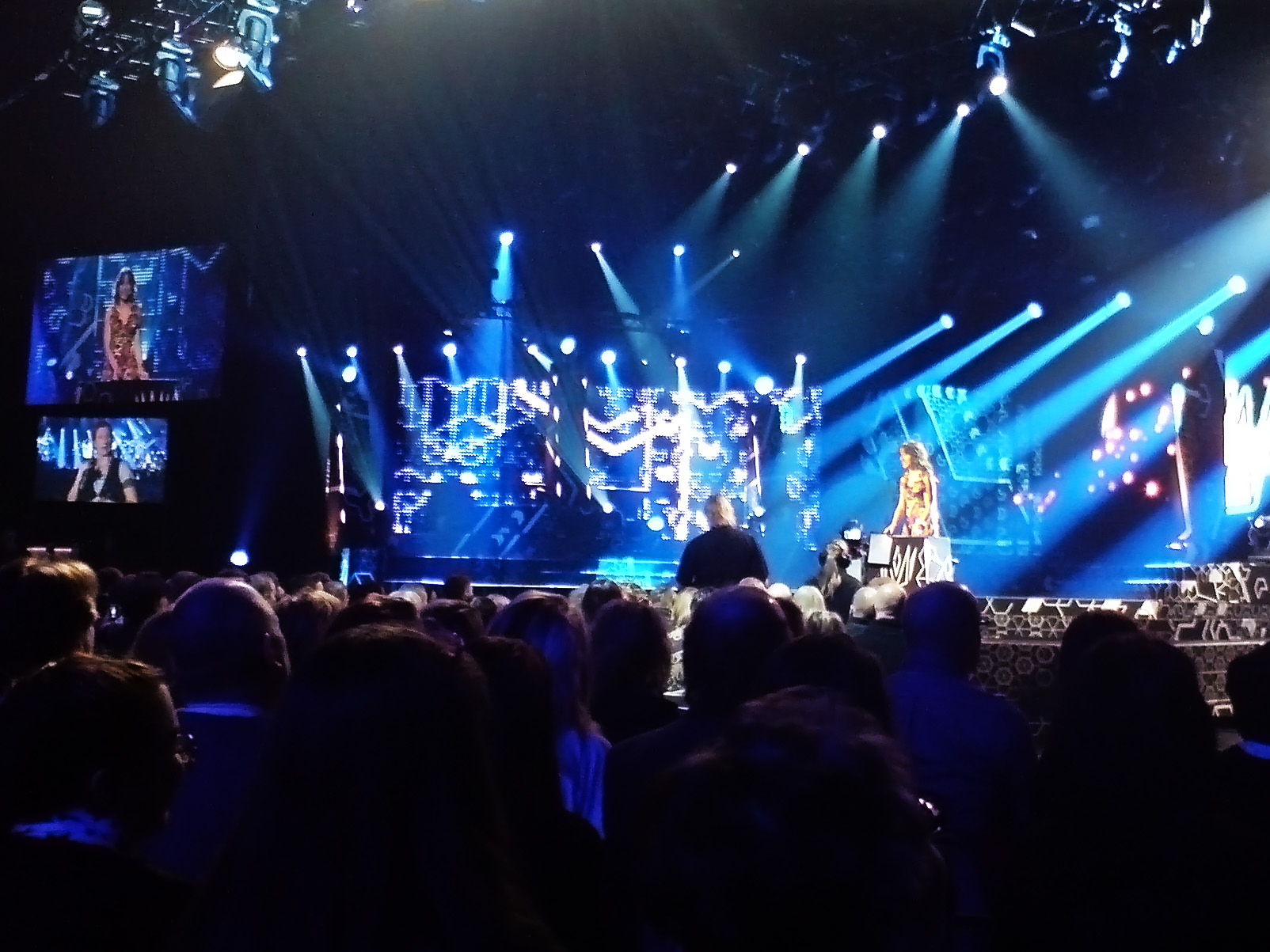
O Melodifestivalen 2009 foi o processo utilizado pela Suécia, um dos festivais musicais mais importantes a nível europeu.

O primeiro artista seleccionado para participar no festival foi Sakis Rouvas, eleito pela cadeia televisiva ERT como representante da Grécia, no dia 15 de Julho de 2008. O cantor, que obteve o terceiro lugar na Eurovisão 2004 apresentou a música "This is our night" para a Eurovisão, a ser eleita por populares entre mais outras duas músicas. Dentro dos artistas seleccionados, destaca-se a participação de grandes figuras de diversos meios sociais e incluindo alguns artistas já de renome europeu, especialmente entre os países da Europa Ocidental, que nos últimos anos tinham tido artistas de curta trajectória. É neste grupo que se encontram casos como o de Sakis Rouvas, a belga de origem turca Hadise, a francesa Patricia Kaas e o grupo holandês De Toppers, para além de estrelas originárias de reality shows como a espanhola Soraya Arnelas e a ucraniana Anastasiya Prykhodko, representando esta última o país anfitrião. Novos talentos surgiram durante os processos de selecção, como o cantor norueguês Alexander Rybak que conseguiu seis vezes mais votos que o adversário que ficou em segundo lugar, durante o famoso Melodi Grand Prix. Alexander Rybak é dado, desde que foi eleito para representar a Notuega, como o grande vencedor de 2009, estando sempre em primeiro na grande maioria das votações organizadas por vários sites; ou ainda o caso de Jade Ewen, representante do Reino Unido. Outras figuras com grande reconhecimento a nível internacional na música, participaram (de forma indirecta), como Sir Andrew Lloyd Webber, que organizou todo o processo de selecção no Reino Unido e compôs a canção para o país, intitulada de "My time"; Ronan Keating que escreveu a letra de "Believe again" (interpretada por Niels Brinck, proveniente da Dinamarca) e o sueco-iraniano Arash, que cantará junto à estreante Aysel Teymurzadeh o tema representante do Azerbaijão. A selecção do duo isrealita composto por Noa e Mira Awad no meio do conflito da Faixa de Gaza gerou grande impacto mediático devido à origem árabe de Awad, que é a primeira representante israelita na Eurovisão proveniente da dita comunidade.
Na tabela em baixo, é possível observar (por ordem alfabética), as participações de cada país (a sua música, artista, evento de selecção do representante e data do mesmo). Para mais informações sobre cada país no Festival Eurovisão da Canção 2009, basta seguir a ligação efectuada pelo nome dos países na tabela, ou na secção de participações individuais mais acima neste artigo.
| País                                     | Título original da Canção                   | Artista                         | Processo                                  | Data da Selecção                                              |
| País                                     | Tradução em Português                       | Idiomas de Interpretação        | Processo                                  | Data da Selecção                                              |
| ---------------------------------------- | ------------------------------------------- | ------------------------------- | ----------------------------------------- | ------------------------------------------------------------- |
| Albânia                                  | "Më merr në ëndërr"                         | Kejsi Tola                      | Festivali i Këngës 2009                   | 21 de Dezembro de 2008                                        |
| Albânia                                  | Leva-me para os teus sonhos                 | Albanês & Inglês                | Festivali i Këngës 2009                   | 21 de Dezembro de 2008                                        |
| Andorra                                  | "La teva decisió"                           | Susanne Georgi                  | Final Nacional de 2009                    | 4 de Fevereiro de 2009                                        |
| Andorra                                  | A Tua Decisão                               | Catalão & Inglês                | Final Nacional de 2009                    | 4 de Fevereiro de 2009                                        |
| Arménia                                  | "Nor Par" (Նոր Պար)                         | Inga & Anush Arshakyanner       | Final Nacional de 2009                    | 14 de Fevereiro de 2009                                       |
| Arménia                                  | Nova Dança                                  | Armeniano & Inglês              | Final Nacional de 2009                    | 14 de Fevereiro de 2009                                       |
| Alemanha                                 | "Miss Kiss Kiss Bang"                       | Alex C. & Oscar Loya            | Eleição Interna de 2009                   | 9 de Fevereiro de 2009                                        |
| Alemanha                                 | Senhora Beijo Beijo Bang                    | Inglês                          | Eleição Interna de 2009                   | 9 de Fevereiro de 2009                                        |
| Azerbaijão                               | "Always"                                    | Aysel Teymurzadeh & Arash       | Eleição Interna 2009                      | Artista: 17 de Janeiro de 2009 Música: 6 de Fevereiro de 2009 |
| Azerbaijão                               | Sempre                                      | Inglês                          | Eleição Interna 2009                      | Artista: 17 de Janeiro de 2009 Música: 6 de Fevereiro de 2009 |
| Bélgica                                  | ""Copycat""                                 | Patrick Ouchène                 | Eleição Interna de 2009                   | Escolha: 16 de Fevereiro de 2009 Oficial: 10 de Março de 2009 |
| Bélgica                                  | Copycat                                     | Inglês                          | Eleição Interna de 2009                   | Escolha: 16 de Fevereiro de 2009 Oficial: 10 de Março de 2009 |
| Bielorrússia                             | "Eyes That Never Lie"                       | Petr Elfimov                    | Eurofest 2009                             | 20 de Janeiro de 2009                                         |
| Bielorrússia                             | Olhos que nunca mentem                      | Inglês                          | Eurofest 2009                             | 20 de Janeiro de 2009                                         |
| Bósnia e Herzegovina [carece de fontes?] | "Bistra Voda"                               | Regina                          | BH Eurosong 2009                          | 12 de Janeiro de 2009 [carece de fontes?]                     |
| Bósnia e Herzegovina [carece de fontes?] | Água Cristalina                             | Bósnio, Croata & Sérvio         | BH Eurosong 2009                          | 12 de Janeiro de 2009 [carece de fontes?]                     |
| Bulgária                                 | "Illusion"                                  | Krassimir Avramov               | Be A Star 2009                            | 21 de Fevereiro de 2009                                       |
| Bulgária                                 | Ilusão                                      | Inglês                          | Be A Star 2009                            | 21 de Fevereiro de 2009                                       |
| Chipre                                   | "Firefly"                                   | Christina Metaxa                | Final Nacional de 2009                    | 7 de Fevereiro de 2009                                        |
| Chipre                                   | Pirilampo                                   | Inglês                          | Final Nacional de 2009                    | 7 de Fevereiro de 2009                                        |
| Croácia                                  | "Lijepa Tena"                               | Igor Cukrov & Andrea            | Dora 2009                                 | 28 de Fevereiro de 2009                                       |
| Croácia                                  | Linda Tena                                  | Croata                          | Dora 2009                                 | 28 de Fevereiro de 2009                                       |
| Dinamarca                                | "Believe Again "                            | Niels Brinck                    | Dansk Melodi Grand Prix 2009              | 31 de Janeiro de 2009                                         |
| Dinamarca                                | Acreditar Outra Vez                         | Inglês                          | Dansk Melodi Grand Prix 2009              | 31 de Janeiro de 2009                                         |
| Eslováquia                               | "Let' tmou"                                 | Kamil Mikulcík & Nela Pocisková‎ | Final Nacional de 2009                    | 8 de Março de 2009                                            |
| Eslováquia                               | Voar Através da Escuridão                   | Eslovaco                        | Final Nacional de 2009                    | 8 de Março de 2009                                            |
| Eslovénia                                | "Love Symphony"                             | Quartissimo & Martina Majerle   | EMA 2009                                  | 1 de Fevereiro de 2009                                        |
| Eslovénia                                | Sínfonia de Amor                            | Inglês                          | EMA 2009                                  | 1 de Fevereiro de 2009                                        |
| Espanha                                  | "La noche es para mí"                       | Soraya Arnelas                  | Eurovisión 2009: El Retorno               | 28 de Fevereiro de 2009                                       |
| Espanha                                  | A Noite É Para Mim                          | Espanhol & Inglês               | Eurovisión 2009: El Retorno               | 28 de Fevereiro de 2009                                       |
| Estónia                                  | "Rändajad"                                  | Urban Symphony                  | Eesti Laul 2009                           | 7 de Março de 2009                                            |
| Estónia                                  | Viajantes                                   | Estónio                         | Eesti Laul 2009                           | 7 de Março de 2009                                            |
| França                                   | "Et s'il fallait le faire"                  | Patricia Kaas                   | L'Eurovision 2009                         | Artista: 11 de Janeiro de 2009 Música: Fevereiro de 2009      |
| França                                   | E Se Tivesse De Ser Feito                   | Francês                         | L'Eurovision 2009                         | Artista: 11 de Janeiro de 2009 Música: Fevereiro de 2009      |
| Finlândia                                | "Lose Control"                              | Waldo's People                  | Euroviisut 2009                           | 31 de Janeiro de 2009                                         |
| Finlândia                                | Perder o Controlo                           | Inglês                          | Euroviisut 2009                           | 31 de Janeiro de 2009                                         |
| Geórgia                                  | "We Don't Wanna Put In"                     | Stefane & 3G                    | Final Nacional de 2009                    | 18 de Fevereiro de 2009                                       |
| Geórgia                                  | Nós Não Queremos Pôr Em Cima                | Inglês                          | Final Nacional de 2009                    | 18 de Fevereiro de 2009                                       |
| Grécia                                   | "This Is Our Night"                         | Sakis Rouvas                    | Escolha Interna de 2009                   | Artista: 15 de Julho de 2008 Música: 18 de Fevereiro de 2009  |
| Grécia                                   | Esta É A Nossa Noite                        | Inglês                          | Escolha Interna de 2009                   | Artista: 15 de Julho de 2008 Música: 18 de Fevereiro de 2009  |
| Hungria                                  | "Dance With Me"                             | Zoli Ádok                       | Eleição Interna de 2009                   | 3/4/23 de Fevereiro de 2009                                   |
| Hungria                                  | Dança Comigo                                | Inglês                          | Eleição Interna de 2009                   | 3/4/23 de Fevereiro de 2009                                   |
| Irlanda                                  | "Et Cetera"                                 | Sinéad Mulvey & Black Daisy     | The Late Late Show Eurosong Special 2009  | 20 de Fevereiro de 2009                                       |
| Irlanda                                  | E Outros                                    | Inglês                          | The Late Late Show Eurosong Special 2009  | 20 de Fevereiro de 2009                                       |
| Islândia                                 | "Is It True?"                               | Jóhanna Guðrún Jónsdóttir       | Söngvakeppni Sjónvarpsins 2009            | 14 de Fevereiro de 2009                                       |
| Islândia                                 | É Verdade?                                  | Inglês                          | Söngvakeppni Sjónvarpsins 2009            | 14 de Fevereiro de 2009                                       |
| Israel                                   | "Einaiych"                                  | Noa & Mira Awad                 | Kdam Eurovision 2009 Apenas para a canção | Artista: 11 de Janeiro de 2009 Música: 2 de Março de 2009     |
| Israel                                   | Deve Haver Uma Maneira Melhor               | Inglês, Hebraico & Árabe        | Kdam Eurovision 2009 Apenas para a canção | Artista: 11 de Janeiro de 2009 Música: 2 de Março de 2009     |
| Letónia                                  | "Sastrēgums"                                | Intars Busulis                  | Eirodziesma 2009                          | 28 de Fevereiro de 2009                                       |
| Letónia                                  | Engarrafamento                              | Letónio                         | Eirodziesma 2009                          | 28 de Fevereiro de 2009                                       |
| Lituânia                                 | "Pasiklydes žmogus"                         | Sasha Son                       | Lietuvos Dainu Dana 2009                  | 14 de Fevereiro de 2009                                       |
| Lituânia                                 | O Homem Perdido                             | Lituânio                        | Lietuvos Dainu Dana 2009                  | 14 de Fevereiro de 2009                                       |
| Macedónia do Norte                       | "Nešto što kje ostane"(Њешто што ќе остане) | Next time                       | Skopje Fest 2009                          | 21 de Fevereiro de 2009                                       |
| Macedónia do Norte                       | Algo Que Permanecerá                        | Macedónio                       | Skopje Fest 2009                          | 21 de Fevereiro de 2009                                       |
| Malta                                    | "What If We?"                               | Chiara                          | EuroSong 2009/Euro Showbox                | 7 de Fevereiro de 2009                                        |
| Malta                                    | E se nós?                                   | Inglês                          | EuroSong 2009/Euro Showbox                | 7 de Fevereiro de 2009                                        |
| Moldávia                                 | "Hora din Moldova"                          | Nelly Ciobanu                   | Final Nacional de 2009                    | 14 de Fevereiro de 2009                                       |
| Moldávia                                 | Dança da Moldávia                           | Moldavo                         | Final Nacional de 2009                    | 14 de Fevereiro de 2009                                       |
| Montenegro                               | "Just Get Out of My Life"                   | Andrea Demirović                | Selecção Interna de 2009                  | 23 de Janeiro de 2009                                         |
| Montenegro                               | Apenas sai da minha vida                    | Inglês                          | Selecção Interna de 2009                  | 23 de Janeiro de 2009                                         |
| Noruega                                  | "Fairytale"                                 | Alexander Rybak                 | Melodi Grand Prix 2009                    | 21 de Fevereiro de 2009                                       |
| Noruega                                  | Conto de Fadas                              | Inglês                          | Melodi Grand Prix 2009                    | 21 de Fevereiro de 2009                                       |
| Polónia                                  | "I Don't Wanna Leave"                       | Lidia Kopania                   | Piosenka dla Europy 2009                  | 14 de Fevereiro de 2009                                       |
| Polónia                                  | Eu Não Te Quero Deixar                      | Inglês                          | Piosenka dla Europy 2009                  | 14 de Fevereiro de 2009                                       |
| Portugal                                 | " Todas as Ruas do Amor"                    | Flor-de-Lis                     | Festival RTP da Canção 2009               | 28 de Fevereiro de 2009                                       |
| Portugal                                 | Todas as Ruas do Amor                       | Português                       | Festival RTP da Canção 2009               | 28 de Fevereiro de 2009                                       |
| Países Baixos                            | "Shine"                                     | De Toppers                      | Nationaal Songfestival 2009               | Artista: 19 de Janeiro de 2009 Música: 1 de Fevereiro de 2009 |
| Países Baixos                            | Brilhar                                     | Inglês                          | Nationaal Songfestival 2009               | Artista: 19 de Janeiro de 2009 Música: 1 de Fevereiro de 2009 |
| Chéquia                                  | "Aven Romale"                               | Gipsy.cz                        | Escolha Interna de 2009                   | Artista: 30 de Janeiro de 2009 Música: 21 de Março de 2009    |
| Chéquia                                  | Venham Gypsies                              | Inglês                          | Escolha Interna de 2009                   | Artista: 30 de Janeiro de 2009 Música: 21 de Março de 2009    |
| Roménia                                  | "The Balkan Girls                           | Elena Gheorghe                  | Final Nacional de 2009                    | 31 de Janeiro de 2009                                         |
| Roménia                                  | As Raparigas Balcãs                         | Inglês                          | Final Nacional de 2009                    | 31 de Janeiro de 2009                                         |
| Rússia                                   | "Mamo"                                      | Anastasia Prikhodko             | Final Nacional de 2009                    | 7 de Março de 2009                                            |
| Rússia                                   | Mãe                                         | Inglês & Russo                  | Final Nacional de 2009                    | 7 de Março de 2009                                            |
| Reino Unido                              | "My Time"                                   | Jade Ewen                       | Your Country Needs You 2009               | Artista: 31 de Janeiro de 2009 Música: 24 de Janeiro de 2009  |
| Reino Unido                              | A Minha Vez                                 | Inglês                          | Your Country Needs You 2009               | Artista: 31 de Janeiro de 2009 Música: 24 de Janeiro de 2009  |
| Sérvia                                   | "Cipela"                                    | Marko Kon & Milan Nikolić       | Beovizija 2009                            | 8 de Março de 2009                                            |
| Sérvia                                   | Sapato                                      | Sérvio                          | Beovizija 2009                            | 8 de Março de 2009                                            |
| Suíça                                    | "The Highest Heights"                       | Lovebugs                        | Escolha Interna de 2009                   | Artista: 19 de Janeiro de 2009 Música: 25 de Janeiro de 2009  |
| Suíça                                    | As alturas mais altas                       | Inglês                          | Escolha Interna de 2009                   | Artista: 19 de Janeiro de 2009 Música: 25 de Janeiro de 2009  |
| Suécia                                   | "La voix"                                   | Malena Ernman                   | Melodifestivalen 2009                     | 14 de Março de 2009                                           |
| Suécia                                   | A Voz                                       | Inglês & Francês                | Melodifestivalen 2009                     | 14 de Março de 2009                                           |
| Turquia                                  | "Düm tek tek "                              | Hadise                          | Escolha Interna de 2009                   | Artista: Outubro de 2008 Música: 1 de Janeiro de 2009         |
| Turquia                                  | Boom Bang Bang                              | Inglês & Turco                  | Escolha Interna de 2009                   | Artista: Outubro de 2008 Música: 1 de Janeiro de 2009         |
| Ucrânia                                  | "Be My Valentine"                           | Svetlana Loboda                 | Final Nacional de 2009                    | 8 de Março de 2009                                            |
| Ucrânia                                  | Sê o Meu Valentino                          | Inglês                          | Final Nacional de 2009                    | 8 de Março de 2009                                            |

## Organização

### Sorteio das semifinais
A 30 de Janeiro de 2009, o sorteio para decidir que países participariam na primeira ou na segunda semifinal, teve lugar no Hotel Marriott de Moscovo, em Moscovo, Rússia. O sorteio esteve a cargo da apresentadora russa Yana Churikova. Baseando-se no mesmo sistema de eventos do ano passado, todos os países (trinta e oito ao todo) foram separados em seis potes individuais baseados no seu historial de votação de concursos anteriores e na sua localização geográfica. O sorteio foi implementado (ou criado), para garantir que os países que estão dispostos a dar a sua pontuação uns aos outros na competição, não participem na mesma semifinal. Destes seis potes, saíram então as listas dos países que participariam na primeira e na segunda semifinal respectivamente, ficando assim todos os países divididos em dois grupos, da maneira mais justa possível. Ficou também determinado que a Alemanha, Espanha e o Reino Unido transmitiriam e votariam na primeira semifinal, enquanto que a França e a Rússia, transmitiriam e votariam na segunda semifinal. Para tal distribuição de transmissões e de votos, foi criado um sétimo pote, apenas com estes cinco países, e apenas com o intuito de definir que semifinal é que teriam que transmitir, e poderiam votar.
Uma das regras, que também ficou estabelecida, desde a criação de duas semifinais, é que cada país é obrigado a transmitir a final em que ficou colocado, e pode se quiser, transmitir, e apenas isso, a outra semifinal. O sorteio para a ordem de actuação nas semifinais e na final, e ainda a ordem de votação de cada país, apenas acontecerá em Março de 2009.
Em baixo estão todos os seis potes, com os respectivos países que integraram cada um, para o sorteio da distribuição das semifinais:
| Pote 1                                                                                            | Pote 2                                                          | Pote 3                                                                        | Pote 4                                                           | Pote 5                                                        | Pote 6                                                     |
| ------------------------------------------------------------------------------------------------- | --------------------------------------------------------------- | ----------------------------------------------------------------------------- | ---------------------------------------------------------------- | ------------------------------------------------------------- | ---------------------------------------------------------- |
| - Albânia - Bósnia e Herzegovina - Croácia - Macedónia do Norte - Montenegro - Sérvia - Eslovénia | - Dinamarca - Estónia - Finlândia - Islândia - Noruega - Suécia | - Arménia - Azerbaijão - Bielorrússia - Geórgia - Israel - Moldávia - Ucrânia | - Bélgica - Bulgária - Chipre - Grécia - Países Baixos - Turquia | - Andorra - Irlanda - Letónia - Lituânia - Portugal - Roménia | - Chéquia - Hungria - Malta - Polónia - Eslováquia - Suíça |

### Participantes nas semifinais
Após o sorteio das semifinais, a 30 de Janeiro de 2009, foi possível efectuar a divisão de trinta e oito países em duas semifinais. Em baixo, encontra-se uma tabela, onde estão todos os países que foram a sorteio, e encontram-se ao mesmo tempo, pela ordem de que saíram dos potes onde foram divididos posteriormente. Por baixo ainda, encontram-se os cinco países com passaporte directo para a final, que terão que transmitir, e poderão votar numa das semifinais. A sua ordem, está colocada, pela forma como "sairam" dos potes, no sorteio das semifinais. A 28 de Abril a EBU aceitou/aprovou o pedido que a Espanha tinha feito, que consistia na troca da transmissão e votação da semifinal. Assim, e ao contrário do que inicialmente estava definido, a Espanha transmitiu a segunda semifinal, e votou na mesma, tendo assim mais tempo para promover o próprio festival em si (o que a EBU achou por bem) Tal troca deveu-se ao facto de a Espanha se encontrar a transmitir vários espetáculos relacionados com a Eurovisão, e esses mesmos espetáculos têm a grande final agendada para o dia da 1.ª semifinal, para além disso, desta forma a Espanha ganha mais algum tempo para promover a sua música. No entanto, também foi afirmado de que a Espanha teria pedido para trocar o dia de transmissão, devido ao debate anual que se realiza no Parlamento Espanhol todos os anos, debate o qual, a TVE é a responsável por emitir para toda a Espanha. Passados dois dias da aprovação por parte da EBU, vários países criticaram tal acção, principalmente Andorra, que diz ser bastante prejudicada sem a Espanha a votar na semifinal em qual o país entra, porém a representante de Andorra diz-se confiante, e afirma mesmo que o país avançará para a grande final

Países na 1.ª Semifinal
Países que votam na 1.ª Semifinal
Países na 2.ª Semifinal
Países que votam na 2.ª Semifinal

| 1.ª Semifinal 12 de Maio de 2008                                                                                        | 1.ª Semifinal 12 de Maio de 2008                                                                 | 2.ª Semifinal 14 de Maio de 2008                                                                | 2.ª Semifinal 14 de Maio de 2008                                                               |
| --- | ------------------------------------------------------------------------------------------------ | ----------------------------------------------------------------------------------------------- | ---------------------------------------------------------------------------------------------- |
| Espanha · Arménia · Bélgica · Bielorrússia · Bósnia e Herzegovina · Bulgária · Chéquia · Finlândia · Geórgia · Islândia | Israel · Macedónia do Norte · Malta · Montenegro · Portugal · Roménia · Suécia · Suíça · Turquia | Albânia · Azerbaijão · Chipre · Dinamarca · Eslováquia · Eslovénia · Estónia · Grécia · Hungria | Irlanda · Letónia · Lituânia · Moldávia · Noruega · Países Baixos · Polónia · Sérvia · Ucrânia |
| Só Votação: · Alemanha · Reino Unido · Espanha                                                                          | Só Votação: · Alemanha · Reino Unido · Espanha                                                   | Só Votação: · França · Rússia · Espanha                                                         | Só Votação: · França · Rússia · Espanha                                                        |

### Ordem de entrada
A ordem de entrada de cada país apenas foi conhecida depois da divisão dos países pelas duas semifinais, o sorteio para a ordem de entrada dos países, foi efectuado a 16 de Março de 2009. O segundo sorteio eurovisivo esteve a cargo da apresentadora russa Yana Churikova, de um famoso comediante russo e do vencedor da última edição do festival, Dima Bilan. Os resultados podem ser vistos nas tabelas das semifinais e das finais. Para determinar a ordem das actuações na final, foram levados a cabo mais dois sorteios, logo após cada uma das semifinais, com os dez países que avançam para a final.

## Ensaios
Com a conclusão da construção do palco para o Festival Eurovisão da Canção 2009, a 2 de Maio de 2009, no dia a seguir, dia 3 de Maio, a época Eurovisiva foi inaugurada na cidade de Moscovo. Cada país teve a oportunidade de ensaiar três vezes, e os que passaram à final ensaiaram mais uma vez, desta vez para a final. Os ensaios iniciaram-se logo no mesmo dia, sendo os primeiros países a ensaiar, Montenegro, República Checa, Bélgica, Bielorrússia, Suécia, Arménia, Andorra, Suíça e Turquia (aqui dados pela ordem de actuação/ensaio). Ao todo, foram nove os países que realizaram o seu primeiro ensaio e a sua primeira conferência de imprensa. Com o final do primeiro dia, todos os fãs por toda a Europa e por todo o Mundo, puderam ver e rever como seria a actuação de cada um dos nove países, incluindo o cenário que cada concorrente terá em palco no próprio festival. No segundo dia de ensaios foram outros nove os países que pisaram o palco moscovita. Israel, Bulgária, Islândia, Macedónia, Roménia, Finlândia, Portugal, Malta e Bósnia e Herzegovina, foram os países que ensaiaram no dia 4 de Maio, e também no mesmo dia deram as suas primeiras entrevistas. No terceiro dia, começaram os ensaios dos países que concorreriam na segunda semifinal, Croácia, Irlanda, Letónia, Sérvia, Polónia, Noruega, Chipre, Eslováquia e Dinamarca foram os países que realizaram o primeiro ensaio para cada um. O terceiro dia também foi o que mais atenção suscitou um pouco por todo o lado, devido ao ensaio da Noruega, país este que desde a escolha do seu representante é tido vencedor da Eurovisão 2009. No dia seguinte, 6 de Maio de 2009, foi a vez da Eslovénia, Hungria, Azerbaijão, Grécia, Lituânia, Moldávia, Albânia, Ucrânia, Estónia e Holanda realizarem o seu ensaio. Com o fim do quarto dia de ensaios, concluiram-se todos os primeiros ensaios de todos os países que actuarão na primeira semifinal. Durante os ensaios, vários sites (oiktimes, estoday, eurovision.tv, etc), realizaram vários arrtigos que acompanharam os ensaios hora a hora, e realizando sempre ao fim do dia um apanhado geral do que aconteceu na arena onde se realizará o evento. Nos 5.º, 6.º, 7.º e 8.º dias de ensaios, todos os países voltaram a ensaiar pela segunda vez no palco, já com as suas indicações para o melhoramento de erros encontrados no primeiro ensaio. No 5.º dia foi a vez dos seguintes países ensaiarem pela segunda vez: Montenegro, República Checa, Bélgica, Bielorrússia, Suécia, Eslováquia, Andorra, Suíça, Turquia, Israel, Bulgária, Islândia e Macedónia. No 6º dia de ensaios, dia 8 de Maio, foi a vez de os últimos sete países da 1.ª semifinal e os seis primeiros da segunda ensaiarem. Ao todo, os treze países são: Roménia, Finlândia, Portugal, Malta, Bósnia e Herzegovina, Croácia, Irlanda, Letónia, Sérvia, Polónia, Noruega, Chipre e a Arménia. 

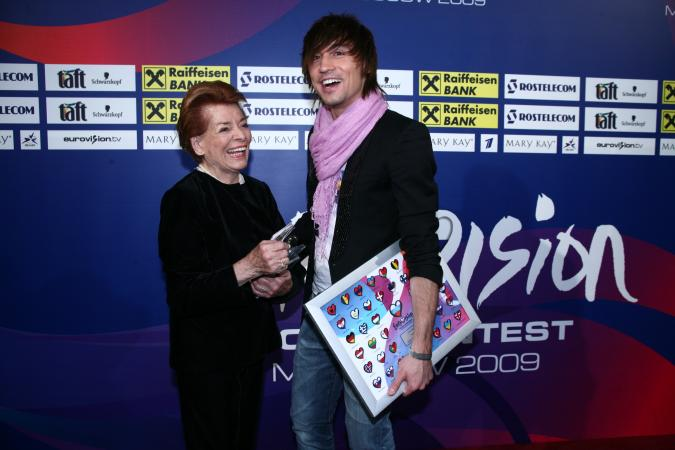
Lys Assia e Dima Bilan, numa conferência de imprensa durante os ensaios em Moscovo.

 Para o sétimo dia, ficaram guardados alguns dos restantes treze países a concurso na semifinal, e pela primeira vez, os cinco países que estão directamente na final, ensaiaram. Dinamarca, Eslovénia, Hungria, Azerbaijão, Grécia, França, Rússia, Alemanha, Reino Unido e Espanha, são os dez países que ensaiaram no dia 9 de Maio. O dia 9 de Maio, sétimo dia de ensaios, fica ainda marcado, pela visita inesperada do Primeiro Ministro Russo, Vladimir Putin. Putin esteve na arena durante pouco tempo, no entanto assistiu ao ensaio do Azerbaijão, no qual os representantes do país ficaram supreendidos. Depois de ver a entrada Azerbaijã, Putin deu as boas-vindas a Sir Andrew Lloyd Webber, compositor da música representante do Reino Unido, e assegurou-lhe que iria votar na sua música. Putin dirigiu-se ao Olympiyski Arena, juntamente com Konstantin Ernst, Director Geral do Channel One Russia (o canal anfitrião). Ambos foram recebidos pelo Executivo Supervisor do Festival Eurovisão da Canção Svante Stockselius, que mais tarde em entrevista ao eurovision.tv (site oficial do ESC), disse que "He (Vladimir Putin) was very much interested in the technical details, and wanted to know if there were any challenges or problems," (Ele (Vladimir Putin) estava muito interessado nos detalhes técnicos, e queria saber se havia alguma hipótese de algo correr mal). O 8º dia marca o fim dos ensaios primários. No dia 11 de Maio, nono dia de ensaios, começam os ensaios gerais (incluindo o guarda-roupa completo utilizado no próprio festival). Este é também o último dia em que os ensaios serão à porta fechada, pois a partir do 9º dia, já existirá audiência na arena, com bilhetes pagos. Para o 8º dia, os últimos países que restam para ensaiar são: Lituânia, Moldávia, Albânia, Ucrânia, Estónia e Holanda (da segunda semifinal), e os restantes cinco países da final: França, Rússia, Alemanha, Reino Unido e Espanha No mesmo dia deu-se a Cerimónia de Abertura do Festival Eurovisão da Canção, no Euro Club situado na Manege de Moscovo. Foi uma das maiores cerimónias de abertura de sempre. No dia 11 de Maio de 2009, oficialmente o 9.º dia, começou a semana eurovisiva. Neste dia foram levados a cabo dois ensaios gerais (incluindo guarda-roupa). Os ensaios foram divididos em dois, um ao 12:00 CET e outro às 20:00 do mesmo fuso horário. Na primeira parte, ensaiaram todos os dezoito países a concurso da primeira semifinal Montenegro, República Checa, Bélgica, Bielorrússia, Suécia, Arménia, Andorra, Suíça, Turquia, Israel, Bulgária, Islândia, Macedónia, Roménia, Finlândia, Portugal, Malta e Bósnia e Herzegovina. Na segunda parte do dia, todos os países voltaram a ensaiar, havendo dois intervalos nos ensaios, um para mostrar os artistas a chegar a Moscovo e outro para os representantes conhecerem a Green Room. Também no mesmo dia, o Channel One da Rússia (C1R), também deu uma conferência de imprensa revelando os últimos pormenores para os três espetáculos, incluindo alguns postcards que são utilizados antes da entrada de cada páis. No 10.º dia, dia 12 de Maio de 2009, dia da 1.ª Semifinal do Festival Eurovisão da Canção 2009, todos os países a concorrer nesta semifinal voltaram a ensaiar pela última vez antes do espetáculo, às 17:00 CET. Mais tarde, às 21h (CET) deu-se a 1.ª semifinal. Posteriormente à final, os vencedores da semifinal deram a sua conferência de imprensa, e o sorteio para as posições dos países na final, foi levado a cabo. Ao 11.º dia, foi a vez dos países concorrentes na 2ª semifinal realizarem os seus dois ensaios gerais do dia. Croácia, Irlanda, Letónia, Sérvia, Polónia, Noruega, Chipre, Eslováquia, Dinamarca, Eslovénia, Hungria, Azerbaijão, Grécia, Lituânia, Moldávia, Albânia, Ucrânia, Estónia e Holanda, foram os dezanove países a ensaiar, da primeira vez às 12:00 CET e outro às 20:00 CET. No dia 14 de Maio de 2009, deu-se a 2ª semifinal do Festival Eurovisão da Canção 2009 (21:00 CET), onde houve mais um ensaio antes da semifinal, às 17:00 CET. No dia a seguir à 2ª semifinal, todos os vinte e cinco países concorrentes na final, ensaiaram duas vezes (às 14:00 e 21:00 CET). No dia 16 de Maio de 2009, o 14º dia de Eurovisão, deu-se a grande Final do Festival Eurovisão da Canção 2009, onde todos os países tiveram a oportunidade de pisar o palco mais uma vez antes do grande momento às 14:00 CET (7 horas antes da final). De lembrar que durante todos os nove ensaios gerais, também os actos das aberturas, dos intervalos e os próprios apresentadores foram ensaiados.

## Festival

Países participantes
Países que não passaram à final
Países que não participaram em 2009

Com quarenta e dois participantes no total, trinta e sete dos mesmo tiveram de passar por uma das duas semifinais, dezoito na primeira e dezanove na segunda. Os cinco países restantes (os Big4 e a Rússia), tiveram acesso directo à final. Com a conclusão da construção do palco para o festival, no dia 2 de Maio de 2009, depois de um mês de construção dia e noite, os ensaios começaram, na capital russa no dia 3 de maio de 2009. Todas as cooperativas de cada país viajaram para Moscovo, assim como vários repórteres e jornalistas de todo o Mundo, entre os dias 1, 2 e 3 de Maio. As boas-vindas serão oficialmente dadas, no Centro de Imprensa e no Centro de Acreditação, que será inaugurado no dia 2 de Maio, às 8:30, hora local. A Rússia (o C1R), país anfitrião, em conferência de imprensa contou que o país não queria ganhar esta edição, nem ansiava ganhar outra tão cedo. O canal explicou que durante quinze anos a Rússia concorreu para que pudesse vencer e organizar o evento em Moscovo, como acontece neste ano, e explicou ainda que o país não está no festival para competir com outros países no número de vitórias. Anteriormente também o Reino Unido havia dito que um segundo lugar seria o mesmo que ganhar o concurso, visto que os custos da organização do mesmo são muito elevados para o país suportar numa altura de crise como se vive. Os resultados de ambas as semifinais só serão dados a conhecer ao público, juntamente com os resultados da final, através do site oficial da eurovisão.

### Semi-Finais

#### 1ª Semi-final
- A primeira semifinal ocorreu a 12 de Maio de 2009
- Os nove países que receberam mais pontos do televoto, ficaram automaticamente qualificados para a final a 16 de Maio
- Uma décima entrada foi  escolhida pelo júri
- O Reino Unido e a Alemanha têm o direito de votar nesta semifinal
- Os intervalos comerciais ocorreram após a música 6 e a música número 15.[345]

| #  | País                 | Idioma                  | Artista                   | Canção                                      | Tradução para Português       | Pontuação | Lugar |
| -- | -------------------- | ----------------------- | ------------------------- | ------------------------------------------- | ----------------------------- | --------- | ----- |
| 1  | Montenegro           | Inglês                  | Andrea Demirović          | "Just Get Out of My Life"                   | Sai da Minha Vida             | 44        | 11º   |
| 2  | Chéquia              | Inglês                  | Gipsy.cz                  | "Aven Romale"                               | Venham Gypsies                | 0         | 18º   |
| 3  | Bélgica              | Inglês                  | Patrick Ouchène           | "Copycat"                                   | Copycat                       | 1         | 17º   |
| 4  | Bielorrússia         | Inglês                  | Petr Elfimov              | "Eyes That Never Lie"                       | Olhos que Nunca Mentem        | 25        | 13º   |
| 5  | Suécia               | Francês, Inglês         | Malena Ernman             | "La voix"                                   | A Voz                         | 105       | 4º    |
| 6  | Arménia              | Arménio, Inglês         | Inga & Anush Arshakyanner | "Nor Par (Jan Jan)"                         | Nova Dança (Meu Querido)      | 99        | 5º    |
| 7  | Andorra              | Catalão, Inglês         | Susanne Georgi            | "La teva decisió"                           | A Tua Decisão                 | 8         | 15º   |
| 8  | Suíça                | Inglês                  | Lovebugs                  | "The Highest Heights"                       | As alturas mais altas         | 15        | 14º   |
| 9  | Turquia              | Inglês                  | Hadise                    | "Düm Tek Tek"                               | Boom Bang Bang                | 172       | 2º    |
| 10 | Israel               | Inglês, Hebraico, Árabe | Noa & Mira Awad           | Einaiych                                    | Deve Haver Uma Maneira Melhor | 75        | 7º    |
| 11 | Bulgária             | Inglês                  | Krassimir Avramov         | "Illusion"                                  | Ilusão                        | 7         | 16º   |
| 12 | Islândia             | Inglês                  | Jóhanna Guðrún Jónsdóttir | "Is It True?"                               | É Verdade?                    | 174       | 1º    |
| 13 | Macedónia do Norte   | Macedónio               | Next time                 | "Nešto što kje ostane"(Њешто што ќе остане) | Algo Que Permanecerá          | 45        | 10º   |
| 14 | Roménia              | Inglês                  | Elena Gheorghe            | "The Balkan Girls"                          | As Raparigas Balcãs           | 67        | 9º    |
| 15 | Finlândia            | Inglês                  | Waldo's People            | "Lose Control"                              | Perde o Controlo              | 42        | 12º   |
| 16 | Portugal             | Português               | Flor-de-Lis               | "Todas as Ruas do Amor"                     | Todas as Ruas do Amor         | 70        | 8º    |
| 17 | Malta                | Inglês                  | Chiara                    | "What If We"                                | E Se Nós                      | 86        | 6º    |
| 18 | Bósnia e Herzegovina | Bósnio                  | Regina                    | "Bistra voda"                               | Água Limpa                    | 125       | 3º    |
| -  | Geórgia              | Inglês                  | Stefane & 3G              | "We Don't Wanna Put In"                     | Nós Não Queremos Pôr          | -         | -     |

##### Tabela de votações
| #  | Países Pontuados     | Países Votantes | Países Votantes | Países Votantes | Países Votantes | Países Votantes | Países Votantes      | Países Votantes | Países Votantes | Países Votantes | Países Votantes | Países Votantes    | Países Votantes | Países Votantes | Países Votantes | Países Votantes | Países Votantes | Países Votantes | Países Votantes | Países Votantes | Países Votantes | Classificação | Classificação | Situação          | Situação |
| #  | Países Pontuados     | Alemanha        | Andorra         | Arménia         | Bélgica         | Bielorrússia    | Bósnia e Herzegovina | Bulgária        | Finlândia       | Islândia        | Israel          | Macedónia do Norte | Malta           | Montenegro      | Portugal        | Reino Unido     | Chéquia         | Roménia         | Suécia          | Suíça           | Turquia         | Total         | Lugar         | Passou Não Passou |          |
| -- | -------------------- | --------------- | --------------- | --------------- | --------------- | --------------- | -------------------- | --------------- | --------------- | --------------- | --------------- | ------------------ | --------------- | --------------- | --------------- | --------------- | --------------- | --------------- | --------------- | --------------- | --------------- | ------------- | ------------- | ----------------- | -------- |
| 7  | Andorra              |                 |                 |                 |                 |                 |                      |                 |                 |                 |                 |                    | 3               |                 | 4               |                 |                 |                 |                 |                 | 1               | 8             | 15º           |                   |          |
| 6  | Arménia              | 10              |                 |                 | 10              | 10              | 1                    | 8               | 1               | 2               | 10              | 2                  |                 | 4               |                 | 5               | 12              | 8               | 5               | 1               | 10              | 99            | 5º            |                   |          |
| 3  | Bélgica              |                 |                 | 1               |                 |                 |                      |                 |                 |                 |                 |                    |                 |                 |                 |                 |                 |                 |                 |                 |                 | 1             | 17º           |                   |          |
| 4  | Bielorrússia         |                 |                 | 4               |                 |                 |                      | 1               | 1               | 1               | 4               | 6                  | 4               | 2               |                 |                 | 1               |                 | 1               |                 |                 | 25            | 13º           |                   |          |
| 18 | Bósnia e Herzegovina | 8               |                 | 6               | 5               | 5               |                      | 7               | 8               | 3               | 3               | 10                 | 7               | 12              | 7               | 3               | 8               | 5               | 8               | 8               | 12              | 125           | 3º            |                   |          |
| 11 | Bulgária             |                 |                 |                 |                 |                 |                      |                 |                 |                 |                 | 5                  |                 |                 |                 |                 |                 |                 |                 |                 | 2               | 7             | 16º           |                   |          |
| 15 | Finlândia            |                 | 3               |                 | 1               |                 |                      |                 |                 | 12              |                 |                    | 5               | 3               | 3               | 4               |                 | 1               | 10              |                 |                 | 42            | 12º           |                   |          |
| 12 | Islândia             | 6               | 10              | 12              | 7               | 12              | 7                    | 6               | 12              |                 | 12              | 4                  | 12              | 7               | 12              | 8               | 10              | 10              | 12              | 7               | 8               | 174           | 1º            |                   |          |
| 10 | Israel               | 5               | 8               | 7               | 3               | 4               |                      | 4               | 6               | 6               |                 | 1                  | 4               | 5               |                 | 1               | 4               | 3               | 6               | 5               | 3               | 75            | 7º            |                   |          |
| 13 | Macedónia do Norte   |                 |                 |                 |                 |                 | 8                    | 10              |                 |                 |                 |                    |                 | 10              |                 |                 | 3               | 2               |                 | 6               | 6               | 45            | 10º           |                   |          |
| 17 | Malta                | 3               | 6               | 3               | 8               | 8               | 5                    | 3               | 3               | 5               | 5               |                    |                 | 1               | 6               | 10              | 7               | 6               | 4               | 3               |                 | 86            | 6º            |                   |          |
| 1  | Montenegro           | 2               | 1               | 5               |                 | 3               | 10                   |                 |                 |                 | 1               | 8                  | 6               |                 | 1               |                 |                 |                 |                 | 2               | 5               | 44            | 11º           |                   |          |
| 16 | Portugal             | 7               | 12              |                 | 6               |                 | 3                    | 2               | 2               | 8               | 2               |                    |                 |                 |                 | 6               | 2               | 7               | 3               | 10              |                 | 70            | 8º            |                   |          |
| 2  | Chéquia              |                 |                 |                 |                 |                 |                      |                 |                 |                 |                 |                    |                 |                 |                 |                 |                 |                 |                 |                 |                 | 0             | 18º           |                   |          |
| 14 | Roménia              | 1               | 4               | 2               | 2               | 1               | 6                    | 5               |                 | 4               | 8               | 7                  | 2               | 6               | 10              | 2               |                 |                 |                 |                 | 7               | 67            | 9º            |                   |          |
| 5  | Suécia               | 4               | 7               | 8               | 4               | 7               | 4                    |                 | 1               | 10              | 7               | 3                  | 8               |                 | 8               | 7               | 6               | 4               |                 | 4               | 4               | 105           | 4º            |                   |          |
| 8  | Suíça                |                 | 2               |                 |                 | 2               | 2                    |                 | 5               |                 |                 |                    |                 |                 | 2               |                 |                 |                 | 2               |                 |                 | 15            | 14º           |                   |          |
| 9  | Turquia              | 12              | 5               | 10              | 12              | 6               | 12                   | 12              | 7               | 7               | 6               | 12                 | 10              | 8               | 5               | 12              | 5               | 12              | 7               | 12              |                 | 172           | 2º            |                   |          |
| #  | Países Pontuados     | Alemanha        | Andorra         | Arménia         | Bélgica         | Bielorrússia    | Bósnia e Herzegovina | Bulgária        | Finlândia       | Islândia        | Israel          | Macedónia do Norte | Malta           | Montenegro      | Portugal        | Reino Unido     | Chéquia         | Roménia         | Suécia          | Suíça           | Turquia         | Total         | Lugar         | Passou Não Passou |          |
| #  | Países Pontuados     | Países Votantes | Países Votantes | Países Votantes | Países Votantes | Países Votantes | Países Votantes      | Países Votantes | Países Votantes | Países Votantes | Países Votantes | Países Votantes    | Países Votantes | Países Votantes | Países Votantes | Países Votantes | Países Votantes | Países Votantes | Países Votantes | Países Votantes | Países Votantes | Classificação | Classificação | Situação          | Situação |

     Vencedor
     2.º lugar
     3.º lugar
     Regra de um país não poder votar em si próprio
     0 (zero) pontos
     Passou à final
     Apurado pelo júri para a final
     Passaria/ganharia à final só com televoto
     Passaria à final/ganharia só com júri
     Não passaria à final/não ganharia só com televoto 
     Não passaria à final/não ganharia só com júri
     Pontuação nula ("null points")
Negrito + itálico Pontuação dos países apurados/dos três primeiros na final
Negrito Pontuação mais alta do parcial júri ou televoto (e a pontuação individual 12)

#### 2ª Semi-final
- A segunda semifinal foi em 14 de Maio de 2009
- Os nove países que receberem mais pontos do televoto ficaram automaticamente qualificados para a final
- Uma décima entrada foi escolhida pelo júri
- A França, a Rússia e a Espanha têm o direito de votar nesta semifinal
- Os intervalos comerciais ocorreram após as músicas 6 e 15.[346]

| #  | País          | Idioma   | Artista                         | Canção                | Tradução para português   | Pontuação | Lugar |
| -- | ------------- | -------- | ------------------------------- | --------------------- | ------------------------- | --------- | ----- |
| 1  | Croácia       | Croata   | Igor Cukrov & Andrea            | "Lijepa Tena"         | Linda Tena                | 33        | 13º   |
| 2  | Irlanda       | inglês   | Sinéad Mulvey & Black Daisy     | "Et Cetera"           | E Outros                  | 52        | 11º   |
| 3  | Letónia       | Russo    | Intars Busulis                  | "Probka"              | Engarrafamento            | 7         | 19º   |
| 4  | Sérvia        | Sérvio   | Marko Kon & Milan Nikolić       | "Cipela"              | Sapato                    | 60        | 10º   |
| 5  | Polónia       | inglês   | Lidia Kopania                   | "I Don't Wanna Leave" | Eu não quero deixar       | 43        | 12º   |
| 6  | Noruega       | inglês   | Alexander Rybak                 | "Fairytale"           | Conto de Fadas            | 201       | 1º    |
| 7  | Chipre        | inglês   | Christina Metaxa                | "Firefly"             | Justamente                | 32        | 14º   |
| 8  | Eslováquia    | Eslovaco | Kamil Mikulcík & Nela Pocisková | "Let' tmou"           | Voar Através da Escuridão | 8         | 18º   |
| 9  | Dinamarca     | Inglês   | Niels Brinck                    | "Believe Again"       | Acredita Outra Vez        | 69        | 8º    |
| 10 | Eslovénia     | Inglês   | Quartissimo & Martina Majerle   | "Love Symphony"       | Sinfonia de Amor          | 14        | 16º   |
| 11 | Hungria       | inglês   | Zoli Ádok                       | "Dance With Me"       | Dança Comigo              | 16        | 15º   |
| 12 | Azerbaijão    | inglês   | Aysel Teymurzadeh & Arash       | "Always"              | Sempre                    | 180       | 2º    |
| 13 | Grécia        | inglês   | Sakis Rouvas                    | "This Is Our Night"   | Esta É A Nossa Noite      | 110       | 4º    |
| 14 | Lituânia      | Lituânio | Sasha Son                       | "Pasiklydes žmogus"   | O Homem Perdido           | 66        | 9º    |
| 15 | Moldávia      | Romeno   | Nelly Ciobanu                   | "Hora din Moldova"    | Dança da Moldávia         | 106       | 5º    |
| 16 | Albânia       | Inglês   | Kejsi Tola                      | "Më merr në ëndërr"   | Tira-me dos Teus Sonhos   | 73        | 7º    |
| 17 | Ucrânia       | inglês   | Svetlana Loboda                 | "Be My Valentine"     | Sê o Meu Namorado         | 80        | 6º    |
| 18 | Estónia       | Estónio  | Urban Symphony                  | "Rändajad"            | Viajantes                 | 115       | 3º    |
| 19 | Países Baixos | inglês   | De Toppers                      | "Shine"               | Brilhar                   | 11        | 17º   |

##### Tabela de votações
| #  | Países Pontuados | Países Votantes | Países Votantes | Países Votantes | Países Votantes | Países Votantes | Países Votantes | Países Votantes | Países Votantes | Países Votantes | Países Votantes | Países Votantes | Países Votantes | Países Votantes | Países Votantes | Países Votantes | Países Votantes | Países Votantes | Países Votantes | Países Votantes | Países Votantes | Países Votantes | Países Votantes | Classificação | Classificação | Situação          | Situação |
| #  | Países Pontuados | Albânia         | Azerbaijão      | Chipre          | Croácia         | Dinamarca       | Eslováquia      | Eslovénia       | Espanha         | Estónia         | França          | Grécia          | Países Baixos   | Hungria         | Irlanda         | Letónia         | Lituânia        | Moldávia        | Noruega         | Polónia         | Rússia          | Sérvia          | Ucrânia         | Total         | Lugar         | Passou Não Passou |          |
| -- | ---------------- | --------------- | --------------- | --------------- | --------------- | --------------- | --------------- | --------------- | --------------- | --------------- | --------------- | --------------- | --------------- | --------------- | --------------- | --------------- | --------------- | --------------- | --------------- | --------------- | --------------- | --------------- | --------------- | ------------- | ------------- | ----------------- | -------- |
| 16 | Albânia          |                 | 5               |                 | 10              | 6               | 4               | 7               |                 |                 | 5               | 10              | 1               | 4               |                 |                 |                 | 5               | 5               | 6               | 2               |                 | 3               | 73            | 7º            |                   |          |
| 12 | Azerbaijão       |                 |                 | 10              | 6               | 8               | 12              | 6               | 7               | 10              | 10              | 7               | 8               | 12              | 6               | 8               | 10              | 12              | 6               | 12              | 12              | 6               | 12              | 180           | 2º            |                   |          |
| 7  | Chipre           |                 |                 |                 |                 | 7               | 1               |                 |                 | 6               |                 | 12              |                 |                 | 2               | 1               | 1               |                 |                 |                 |                 | 2               |                 | 32            | 14º           |                   |          |
| 1  | Croácia          | 1               |                 | 2               |                 |                 |                 | 10              |                 |                 |                 |                 |                 | 1               |                 |                 |                 | 3               |                 |                 | 3               | 12              | 1               | 33            | 13º           |                   |          |
| 9  | Dinamarca        | 5               | 2               | 3               | 2               |                 |                 | 5               | 4               | 8               |                 | 2               | 7               | 3               | 7               | 3               | 5               |                 | 12              | 1               |                 |                 |                 | 69            | 8º            |                   |          |
| 8  | Eslováquia       | 4               |                 |                 |                 |                 |                 |                 |                 |                 |                 |                 |                 |                 | 1               |                 |                 |                 |                 |                 | 1               |                 | 2               | 8             | 18º           |                   |          |
| 10 | Eslovénia        | 2               |                 |                 | 7               |                 |                 |                 |                 |                 |                 |                 |                 |                 |                 |                 |                 |                 |                 |                 |                 | 5               |                 | 14            | 16º           |                   |          |
| 18 | Estónia          |                 | 3               | 5               | 4               | 4               | 8               | 1               | 2               |                 | 8               | 4               | 5               | 7               | 4               | 12              | 8               | 7               | 8               | 8               | 6               | 4               | 7               | 115           | 3º            |                   |          |
| 13 | Grécia           | 12              | 4               | 12              | 3               | 2               | 5               | 4               | 6               | 5               | 6               |                 | 10              | 6               |                 | 4               | 4               | 6               | 1               | 2               | 4               | 10              | 4               | 110           | 4º            |                   |          |
| 19 | Países Baixos    | 10              |                 |                 |                 | 1               |                 |                 |                 |                 |                 |                 |                 |                 |                 |                 |                 |                 |                 |                 |                 |                 |                 | 11            | 17º           |                   |          |
| 11 | Hungria          | 3               | 8               |                 |                 |                 | 2               |                 | 3               |                 |                 |                 |                 |                 |                 |                 |                 |                 |                 |                 |                 |                 |                 | 16            | 15º           |                   |          |
| 2  | Irlanda          | 7               |                 |                 | 1               | 10              |                 | 2               |                 | 4               | 1               |                 | 3               |                 |                 | 5               | 7               | 2               | 4               | 3               |                 | 3               |                 | 52            | 11º           |                   |          |
| 3  | Letónia          |                 |                 |                 |                 |                 |                 |                 |                 | 1               |                 |                 |                 |                 |                 |                 | 6               |                 |                 |                 |                 |                 |                 | 7             | 19º           |                   |          |
| 14 | Lituânia         |                 | 6               | 1               |                 | 5               |                 |                 | 1               | 7               | 2               |                 |                 |                 | 12              | 7               |                 | 4               | 7               | 4               | 5               |                 | 5               | 66            | 9º            |                   |          |
| 15 | Moldávia         |                 | 7               | 7               | 5               |                 | 7               | 3               | 8               | 2               | 7               | 6               | 4               | 5               | 5               | 2               |                 |                 | 10              | 5               | 8               | 7               | 8               | 106           | 5º            |                   |          |
| 6  | Noruega          | 8               | 12              | 8               | 8               | 12              | 10              | 8               | 12              | 12              | 3               | 8               | 12              | 10              | 8               | 10              | 12              | 10              |                 | 10              | 10              | 8               | 10              | 201           | 1º            |                   |          |
| 5  | Polónia          | 6               | 1               |                 |                 | 3               | 3               |                 |                 |                 | 4               | 1               | 2               |                 | 10              |                 | 3               | 1               | 3               |                 |                 |                 | 6               | 43            | 12º           |                   |          |
| 4  | Sérvia           |                 |                 | 4               | 12              |                 |                 | 12              | 5               |                 | 12              | 5               | 6               | 2               |                 |                 |                 |                 | 2               |                 |                 |                 |                 | 60            | 10º           |                   |          |
| 17 | Ucrânia          |                 | 10              | 6               |                 |                 | 6               |                 | 10              | 3               |                 | 3               |                 | 8               | 3               | 6               | 2               | 8               |                 | 7               | 7               | 1               |                 | 80            | 6º            |                   |          |
| #  | Países Pontuados | Albânia         | Azerbaijão      | Chipre          | Croácia         | Dinamarca       | Eslováquia      | Eslovénia       | Espanha         | Estónia         | França          | Grécia          | Países Baixos   | Hungria         | Irlanda         | Letónia         | Lituânia        | Moldávia        | Noruega         | Polónia         | Rússia          | Sérvia          | Ucrânia         | Total         | Lugar         | Passou Não Passou |          |
| #  | Países Pontuados | Países Votantes | Países Votantes | Países Votantes | Países Votantes | Países Votantes | Países Votantes | Países Votantes | Países Votantes | Países Votantes | Países Votantes | Países Votantes | Países Votantes | Países Votantes | Países Votantes | Países Votantes | Países Votantes | Países Votantes | Países Votantes | Países Votantes | Países Votantes | Países Votantes | Países Votantes | Classificação | Classificação | Situação          | Situação |

     Vencedor
     2.º lugar
     3.º lugar
     Regra de um país não poder votar em si próprio
     0 (zero) pontos
     Passou à final
     Apurado pelo júri para a final
     Passaria/ganharia à final só com televoto
     Passaria à final/ganharia só com júri
     Não passaria à final/não ganharia só com televoto 
     Não passaria à final/não ganharia só com júri
     Pontuação nula ("null points")
Negrito + itálico Pontuação dos países apurados/dos três primeiros na final
Negrito Pontuação mais alta do parcial júri ou televoto (e a pontuação individual 12)

### Final
A final do Festival Eurovisão da Canção 2009 realizou-se a 16 de Maio de 2009. Os finalistas serão:
- Os Big4 (França, Alemanha, Espanha e o Reino Unido)
- O país anfitrião (vencedor da última edição), Rússia
- Os nove países que receberam mais televotos em cada uma das semifinais
- A escolha dos júris de cada uma semifinal (dois países)
- Para a ordem das actuações ser determinada, serão realizados dois sorteios, logo após cada uma das semifinais
- Os intervalos comerciais ocorrerão após a música número 12.[347]

| #  | País                 | Idioma                  | Artista                   | Canção                     | Tradução para português       | Pontuação | Lugar |
| -- | -------------------- | ----------------------- | ------------------------- | -------------------------- | ----------------------------- | --------- | ----- |
| 1  | Lituânia             | Lituânio                | Sasha Son                 | "Pasiklydes žmogus"        | O Homem Perdido               | 23        | 23º   |
| 2  | Israel               | Inglês, Hebraico, Árabe | Noa & Mira Awad           | Einaiych                   | Deve Haver Uma Maneira Melhor | 53        | 16º   |
| 3  | França               | Francês                 | Patricia Kaas             | "Et s'il fallait le faire" | E Se Tivesse De Ser Feito     | 107       | 8º    |
| 4  | Suécia               | francês, inglês         | Malena Ernman             | "La voix"                  | A Voz                         | 33        | 21º   |
| 5  | Croácia              | Croata                  | Igor Cukrov & Andrea      | "Lijepa Tena"              | Linda Tena                    | 45        | 18º   |
| 6  | Portugal             | Português               | Flor-de-Lis               | "Todas as Ruas do Amor"    | Todas as Ruas do Amor         | 57        | 15º   |
| 7  | Islândia             | inglês                  | Jóhanna Guðrún Jónsdóttir | "Is It True?"              | É Verdade?                    | 218       | 2º    |
| 8  | Grécia               | inglês                  | Sakis Rouvas              | "This Is Our Night"        | Esta É A Nossa Noite          | 120       | 7º    |
| 9  | Arménia              | Arménio, inglês         | Inga & Anush Arshakyanner | "Nor Par (Jan Jan)"        | Nova Dança (Meu Querido)      | 92        | 10º   |
| 10 | Rússia               | inglês, Russo           | Anastasia Prikhodko       | "Mamo"                     | Mãe                           | 91        | 11º   |
| 11 | Azerbaijão           | inglês                  | Aysel Teymurzadeh & Arash | "Always"                   | Sempre                        | 207       | 3º    |
| 12 | Bósnia e Herzegovina | Bósnio                  | Regina                    | "Bistra voda"              | Água Limpa                    | 106       | 9º    |
| 13 | Moldávia             | Romeno                  | Nelly Ciobanu             | "Hora din Moldova"         | Dança da Moldávia             | 68        | 14º   |
| 14 | Malta                | Inglês                  | Chiara                    | "What If We"               | E Se Nós                      | 31        | 22º   |
| 15 | Estónia              | Estónio                 | Urban Symphony            | "Rändajad"                 | Viajantes                     | 129       | 6º    |
| 16 | Dinamarca            | Inglês                  | Niels Brinck              | "Believe Again"            | Acredita Outra Vez            | 74        | 13º   |
| 17 | Alemanha             | inglês                  | Alex C. & Oscar Loya      | "Miss Kiss Kiss Bang"      | Senhora Beijo Beijo Bang      | 35        | 20º   |
| 18 | Turquia              | Inglês                  | Hadise                    | "Düm Tek Tek"              | Boom Bang Bang                | 177       | 4º    |
| 19 | Albânia              | Inglês                  | Kejsi Tola                | "Më merr në ëndërr"        | Tira-me dos Teus Sonhos       | 48        | 17º   |
| 20 | Noruega              | inglês                  | Alexander Rybak           | "Fairytale"                | Conto de Fadas                | 387       | 1º    |
| 21 | Ucrânia              | inglês                  | Svetlana Loboda           | "Be My Valentine"          | Sê o Meu Namorado             | 76        | 12º   |
| 22 | Roménia              | Inglês                  | Elena Gheorghe            | "The Balkan Girls"         | As Raparigas Balcãs           | 40        | 19º   |
| 23 | Reino Unido          | Inglês                  | Jade Ewen                 | "My Time"                  | A Minha Vez                   | 173       | 5º    |
| 24 | Finlândia            | Inglês                  | Waldo's People            | "Lose Control"             | Perde o Controlo              | 22        | 25º   |
| 25 | Espanha              | Espanhol, inglês        | Soraya Arnelas            | "La noche es para mí"      | A Noite É Para Mim            | 23        | 24º   |

#### Tabela de votações
| #                              | Países Votantes                 | Países Pontuados | Países Pontuados | Países Pontuados | Países Pontuados | Países Pontuados     | Países Pontuados | Países Pontuados | Países Pontuados | Países Pontuados | Países Pontuados | Países Pontuados | Países Pontuados | Países Pontuados | Países Pontuados | Países Pontuados | Países Pontuados | Países Pontuados | Países Pontuados | Países Pontuados | Países Pontuados | Países Pontuados | Países Pontuados | Países Pontuados | Países Pontuados | Países Pontuados | Países Pontuados | Países Pontuados |
| #                              | Países Votantes                 | Albânia          | Alemanha         | Arménia          | Azerbaijão       | Bósnia e Herzegovina | Croácia          | Dinamarca        | Espanha          | Estónia          | Finlândia        | França           | Grécia           | Islândia         | Israel           | Lituânia         | Malta            | Moldávia         | Noruega          | Portugal         | Reino Unido      | Roménia          | Rússia           | Suécia           | Turquia          | Ucrânia          |                  |                  |
| ------------------------------ | ------------------------------- | ---------------- | ---------------- | ---------------- | ---------------- | -------------------- | ---------------- | ---------------- | ---------------- | ---------------- | ---------------- | ---------------- | ---------------- | ---------------- | ---------------- | ---------------- | ---------------- | ---------------- | ---------------- | ---------------- | ---------------- | ---------------- | ---------------- | ---------------- | ---------------- | ---------------- | ---------------- | ---------------- |
| 19                             | Albânia                         |                  | 3                |                  | 4                | 5                    |                  |                  |                  |                  |                  | 2                | 12               | 6                |                  |                  |                  |                  | 7                |                  | 8                |                  |                  | 1                | 10               |                  |                  |                  |
| -                              | Andorra                         |                  |                  |                  |                  |                      |                  | 5                | 12               |                  |                  | 3                |                  | 8                | 7                |                  | 1                |                  | 10               | 6                | 4                |                  |                  | 2                |                  |                  |                  |                  |
| 17                             | Alemanha                        |                  |                  |                  |                  | 2                    |                  |                  |                  | 1                |                  | 3                | 6                | 7                |                  |                  | 4                |                  | 12               |                  | 8                |                  | 5                |                  | 10               |                  |                  |                  |
| 9                              | Arménia                         |                  |                  |                  | 1                |                      |                  |                  |                  |                  |                  | 6                | 10               | 5                |                  |                  |                  | 2                | 8                |                  | 7                |                  | 12               |                  | 4                | 3                |                  |                  |
| 11                             | Azerbaijão                      |                  |                  |                  |                  | 2                    | 5                |                  |                  | 4                |                  |                  |                  |                  |                  | 1                |                  | 7                | 8                |                  |                  | 3                | 6                |                  | 12               | 10               |                  |                  |
| -                              | Bélgica                         |                  | 2                | 7                | 3                |                      |                  |                  |                  |                  |                  | 1                | 5                |                  | 8                |                  |                  | 4                | 10               | 6                |                  |                  |                  |                  | 12               |                  |                  |                  |
| -                              | Bielorrússia                    |                  |                  | 1                | 10               |                      |                  |                  |                  | 4                |                  | 7                | 5                | 2                |                  |                  |                  |                  | 12               |                  | 3                |                  | 8                |                  |                  | 6                |                  |                  |
| -                              | Bulgária                        |                  |                  | 6                | 8                | 4                    |                  |                  |                  |                  | 3                |                  | 12               | 5                |                  | 1                |                  |                  | 2                |                  | 6                |                  |                  |                  | 10               |                  |                  |                  |
| 12                             | Bósnia e Herzegovina            |                  | 2                |                  | 3                |                      | 12               |                  |                  |                  |                  | 6                | 5                |                  | 8                |                  |                  |                  | 10               | 1                | 4                |                  |                  |                  | 7                |                  |                  |                  |
| -                              | Chipre                          |                  |                  | 4                | 8                |                      |                  | 6                |                  | 3                |                  |                  | 12               | 5                |                  |                  |                  |                  | 10               |                  | 7                | 2                | 1                |                  |                  |                  |                  |                  |
| 5                              | Croácia                         | 5                |                  |                  | 10               | 12                   |                  |                  |                  | 6                |                  |                  | 7                | 2                |                  |                  |                  | 3                | 8                |                  | 4                |                  |                  |                  | 1                |                  |                  |                  |
| 16                             | Dinamarca                       |                  | 7                |                  | 8                |                      |                  |                  |                  | 5                |                  | 2                |                  | 10               |                  | 1                |                  |                  | 12               |                  | 3                |                  |                  | 4                | 6                |                  |                  |                  |
| -                              | Eslováquia                      |                  |                  | 3                | 4                | 8                    |                  |                  |                  | 12               |                  |                  |                  | 6                | 5                |                  |                  |                  | 10               | 2                | 7                |                  |                  |                  |                  | 1                |                  |                  |
| -                              | Eslovénia                       | 2                |                  |                  | 1                | 10                   | 6                | 8                |                  |                  |                  | 7                | 4                | 5                |                  |                  |                  |                  | 12               |                  | 3                |                  |                  |                  |                  |                  |                  |                  |
| 25                             | Espanha                         |                  |                  | 4                |                  |                      |                  |                  |                  |                  |                  | 3                | 1                |                  |                  |                  |                  | 5                | 12               | 8                | 10               | 7                |                  |                  | 2                | 6                |                  |                  |
| 15                             | Estónia                         | 1                |                  |                  | 7                |                      |                  |                  |                  |                  | 4                |                  |                  | 8                | 5                | 2                |                  |                  | 12               | 3                |                  |                  | 10               | 6                |                  |                  |                  |                  |
| 24                             | Finlândia                       |                  |                  | 1                | 2                | 6                    |                  |                  |                  | 12               |                  | 4                |                  | 10               |                  |                  | 3                |                  | 8                |                  |                  |                  |                  | 7                | 5                |                  |                  |                  |
| 3                              | França                          |                  | 3                | 6                | 1                |                      |                  | 5                |                  |                  |                  |                  |                  |                  | 10               |                  |                  |                  | 8                | 7                | 4                |                  |                  | 2                | 12               |                  |                  |                  |
| 8                              | Grécia                          | 7                |                  |                  | 8                |                      | 2                |                  | 1                | 5                |                  | 6                |                  | 4                |                  |                  |                  |                  | 10               |                  | 12               |                  |                  |                  | 3                |                  |                  |                  |
| -                              | Países Baixos                   |                  | 2                | 5                | 10               | 4                    |                  |                  |                  |                  |                  | 6                | 1                | 7                |                  |                  |                  |                  | 12               |                  | 3                |                  |                  |                  | 8                |                  |                  |                  |
| -                              | Hungria                         | 2                |                  |                  | 10               |                      |                  | 3                |                  | 6                |                  |                  | 4                | 7                |                  |                  |                  |                  | 12               |                  | 1                |                  |                  |                  | 5                | 8                |                  |                  |
| #                              | Países Votantes                 | Países Pontuados | Países Pontuados | Países Pontuados | Países Pontuados | Países Pontuados     | Países Pontuados | Países Pontuados | Países Pontuados | Países Pontuados | Países Pontuados | Países Pontuados | Países Pontuados | Países Pontuados | Países Pontuados | Países Pontuados | Países Pontuados | Países Pontuados | Países Pontuados | Países Pontuados | Países Pontuados | Países Pontuados | Países Pontuados | Países Pontuados | Países Pontuados | Países Pontuados | Países Pontuados | Países Pontuados |
| #                              | Países Votantes                 | Albânia          | Alemanha         | Arménia          | Azerbaijão       | Bósnia e Herzegovina | Croácia          | Dinamarca        | Espanha          | Estónia          | Finlândia        | França           | Grécia           | Islândia         | Israel           | Lituânia         | Malta            | Moldávia         | Noruega          | Portugal         | Reino Unido      | Roménia          | Rússia           | Suécia           | Turquia          | Ucrânia          |                  |                  |
| #                              | Países Votantes                 | Países Pontuados |                  |                  |                  |                      |                  |                  |                  |                  |                  |                  |                  |                  |                  |                  |                  |                  |                  |                  |                  |                  |                  |                  |                  |                  |                  |                  |
| -                              | Irlanda                         |                  | 1                |                  |                  |                      |                  | 4                |                  | 6                |                  | 3                |                  | 12               |                  | 7                | 5                |                  | 8                |                  | 10               | 2                |                  |                  |                  |                  |                  |                  |
| 7                              | Islândia                        |                  |                  | 5                |                  | 2                    | 1                | 4                |                  | 10               | 8                | 6                |                  |                  |                  |                  |                  |                  | 12               | 7                |                  |                  |                  | 3                |                  |                  |                  |                  |
| 2                              | Israel                          |                  |                  | 8                | 6                |                      |                  |                  |                  |                  |                  | 5                |                  | 10               |                  |                  |                  | 1                | 12               |                  | 4                |                  | 7                |                  | 3                | 2                |                  |                  |
| -                              | Letónia                         |                  |                  |                  | 4                |                      |                  | 3                |                  | 10               |                  | 5                |                  | 8                |                  | 7                | 1                |                  | 12               |                  | 2                |                  | 6                |                  |                  |                  |                  |                  |
| 1                              | Lituânia                        |                  |                  |                  | 5                |                      |                  | 2                |                  | 10               |                  | 6                |                  | 8                |                  |                  | 1                |                  | 12               |                  | 3                |                  | 7                |                  |                  | 4                |                  |                  |
| -                              | Macedónia do Norte              | 7                |                  | 1                | 3                | 10                   | 4                |                  |                  |                  |                  |                  |                  | 2                |                  |                  |                  |                  | 8                |                  | 6                | 5                |                  |                  | 12               |                  |                  |                  |
| 14                             | Malta                           |                  |                  |                  | 1                |                      |                  | 6                |                  |                  | 3                |                  | 7                | 12               |                  |                  |                  |                  | 8                |                  | 10               |                  |                  | 4                | 5                | 2                |                  |                  |
| 13                             | Moldávia                        |                  |                  |                  | 10               |                      | 2                | 5                |                  | 7                |                  |                  |                  | 3                |                  |                  |                  |                  | 8                |                  | 1                | 12               | 6                |                  |                  | 4                |                  |                  |
| -                              | Montenegro                      | 7                |                  |                  | 6                | 12                   | 8                |                  |                  |                  |                  | 1                | 2                | 5                | 4                |                  |                  |                  | 10               |                  |                  |                  |                  |                  | 3                |                  |                  |                  |
| 20                             | Noruega                         |                  | 6                |                  | 10               |                      |                  | 8                |                  |                  |                  | 1                |                  | 12               |                  |                  |                  | 3                |                  |                  | 2                |                  |                  | 4                | 7                | 5                |                  |                  |
| -                              | Polónia                         |                  |                  | 2                | 6                |                      |                  | 7                |                  | 8                |                  |                  |                  | 1                |                  |                  |                  | 5                | 12               |                  | 4                |                  | 3                |                  |                  | 10               |                  |                  |
| 6                              | Portugal                        |                  | 1                | 4                |                  |                      |                  |                  | 7                |                  |                  |                  |                  | 8                |                  |                  |                  | 12               | 5                |                  | 10               | 2                |                  |                  | 3                | 6                |                  |                  |
| -                              | Chéquia                         |                  |                  | 12               | 10               |                      |                  |                  |                  |                  |                  |                  |                  | 2                | 4                |                  |                  |                  | 3                | 7                | 6                |                  | 8                |                  | 1                | 5                |                  |                  |
| 22                             | Reino Unido                     |                  | 7                |                  | 3                |                      |                  |                  |                  |                  |                  | 1                | 5                | 8                |                  | 4                | 6                |                  | 10               |                  |                  |                  |                  |                  | 12               | 2                |                  |                  |
| 23                             | Roménia                         |                  |                  | 7                | 4                |                      |                  | 2                |                  | 1                |                  |                  | 8                | 10               |                  |                  | 3                | 12               | 5                |                  |                  |                  |                  |                  | 6                |                  |                  |                  |
| 10                             | Rússia                          |                  |                  | 5                | 7                |                      |                  |                  |                  | 8                |                  | 10               | 4                | 3                |                  |                  |                  | 1                | 12               |                  | 6                |                  |                  |                  |                  | 2                |                  |                  |
| -                              | Sérvia                          |                  |                  |                  | 4                | 12                   | 5                | 1                |                  |                  |                  | 3                | 6                |                  |                  |                  | 7                |                  | 10               |                  | 8                | 2                |                  |                  |                  |                  |                  |                  |
| 4                              | Suécia                          | 1                |                  | 3                | 8                | 5                    |                  |                  |                  | 7                | 4                |                  | 2                | 10               |                  |                  |                  |                  | 12               |                  |                  |                  |                  |                  | 6                |                  |                  |                  |
| -                              | Suíça                           | 6                |                  |                  |                  | 4                    |                  |                  | 3                |                  |                  | 7                | 2                | 5                | 1                |                  |                  |                  | 8                | 10               |                  |                  |                  |                  | 12               |                  |                  |                  |
| 18                             | Turquia                         | 10               | 1                | 6                | 12               | 8                    |                  |                  |                  |                  |                  |                  |                  | 2                |                  |                  |                  | 7                | 3                |                  |                  | 5                | 4                |                  |                  |                  |                  |                  |
| 21                             | Ucrânia                         |                  |                  | 2T J 6Tv.        | 10T 10J 8Tv.     |                      | 2J               | 5T 8J            |                  | 4T 7Tv.          |                  | 3T 4J 3Tv.       |                  | 1J 4Tv.          | 1T 6J            |                  | 3J 1Tv.          | 7T 5J 5Tv.       | 12T 12J 10Tv.    |                  | 6T 7J 2T         |                  | 8T J 12Tv.       |                  |                  |                  |                  |                  |
| Resultados Parciais - Júri     | Pontuação: 50% Júri             | 26               | 73               | 71               | 112              | 90                   | 58               | 120              | 9                | 124              | 12               | 164              | 93               | 260              | 107              | 31               | 87               | 93               | 312              | 64               | 223              | 31               | 67               | 27               | 114              | 68               |                  |                  |
| Resultados Parciais - Júri     | Lugar só com votação do Júri    | 23º              | 14º              | 15º              | 8º               | 12º                  | 19º              | 6º               | 25º              | 5º               | 24º              | 4º               | 10º              | 2º               | 9º               | 20º              | 13º              | 11º              | 1º               | 18º              | 3º               | 21º              | 17º              | 22º              | 7º               | 16º              |                  |                  |
| Resultados Parciais - Televoto | Pontuação: 50% Televoto         | 81               | 18               | 111              | 253              | 124                  | 55               | 40               | 38               | 129              | 30               | 54               | 151              | 173              | 15               | 38               | 18               | 66               | 378              | 45               | 105              | 64               | 118              | 59               | 203              | 70               |                  |                  |
| Resultados Parciais - Televoto | Lugar só com Televoto           | 11º              | 23º              | 9º               | 2º               | 7º                   | 16º              | 19º              | 21º              | 6º               | 22º              | 17º              | 5º               | 4º               | 25º              | 20º              | 24º              | 13º              | 1º               | 18º              | 10º              | 14º              | 8º               | 15º              | 3º               | 12º              |                  |                  |
| Totais                         | Pontos Totais (Júri + Televoto) | 48               | 35               | 92               | 207              | 106                  | 45               | 74               | 35               | 129              | 22               | 107              | 120              | 218              | 53               | 23               | 31               | 68               | 387              | 57               | 173              | 40               | 91               | 33               | 177              | 76               |                  |                  |
| Totais                         | Lugar                           | 17º              | 20º              | 10º              | 3º               | 9º                   | 18º              | 13º              | 24º              | 6º               | 25º              | 8º               | 7º               | 2º               | 16º              | 23º              | 22º              | 14º              | 1º               | 15º              | 5º               | 19º              | 11º              | 21º              | 4º               | 12º              |                  |                  |
| #                              | Países Votantes                 | Albânia          | Alemanha         | Arménia          | Azerbaijão       | Bósnia e Herzegovina | Croácia          | Dinamarca        | Espanha          | Estónia          | Finlândia        | França           | Grécia           | Islândia         | Israel           | Lituânia         | Malta            | Moldávia         | Noruega          | Portugal         | Reino Unido      | Roménia          | Rússia           | Suécia           | Turquia          | Ucrânia          |                  |                  |
| #                              | Países Votantes                 | Países Pontuados |                  |                  |                  |                      |                  |                  |                  |                  |                  |                  |                  |                  |                  |                  |                  |                  |                  |                  |                  |                  |                  |                  |                  |                  |                  |                  |

     Vencedor
     2.º lugar
     3.º lugar
     Regra de um país não poder votar em si próprio
     0 (zero) pontos
     Passou à final
     Apurado pelo júri para a final
     Passaria/ganharia à final só com televoto
     Passaria à final/ganharia só com júri
     Não passaria à final/não ganharia só com televoto 
     Não passaria à final/não ganharia só com júri
     Pontuação nula ("null points")
Negrito + itálico Pontuação dos países apurados/dos três primeiros na final
Negrito Pontuação mais alta do parcial júri ou televoto (e a pontuação individual 12)
Nota: As pontuações estão divididas em Total (T), Televoto (Tv.) e Júri (J).

#### Ordem de divulgação de votos na final
A ordem de divulgação dos votos, na final do Festival Eurovisão da Canção 2009, foi decidida através de um sorteio que se realizou no dia 16 de Março em Moscovo. Na noite da final, a 16 de Maio, depois dos 15 minutos de votação, e de mais 15 minutos de intervalo, a partir de Moscovo, da arena onde vai ser realizado o festival, vai ser realizada uma ligação em directo para cada país participante na edição de 2009 (incluindo os que não passaram à final). Geralmente as ligações são feitas para a capital do país em questão, que tem o seu porta-voz num estúdio, com um fundo que consiste numa fotografia ou numa imagem real do panorama da cidade de onde estão ligados. Assim, cada porta-voz tem cerca de dois minutos para divulgar as votações nacionais, o que demora mais de uma hora.
| Ordem de Votação                                                                            | Ordem de Votação                                                                               | Ordem de Votação | Ordem de Votação                                                                                              | Ordem de Votação                                                                                      | Ordem de Votação                                                                                     |
| ------------------------------------------------------------------------------------------- | ---------------------------------------------------------------------------------------------- | --- | --- | --- | --- |
| 1. Espanha · 2. Bélgica · 3. Bielorrússia · 4. Malta · 5. Alemanha · 6. Chéquia · 7. Suécia | 8. Islândia · 9. França · 10. Israel · 11. Rússia · 12. Letónia · 13. Montenegro · 14. Andorra | 15. Finlândia · 16. Suíça · 17. Azerbaijão · 18. Bulgária · 19. Lituânia · 20. Reino Unido · 21. Macedónia do Norte | 22. Eslováquia · 23. Grécia · 24. Bósnia e Herzegovina · 25. Ucrânia · 26. Turquia · 27. Albânia · 28. Sérvia | 29. Chipre · 30. Polónia · 31. Países Baixos · 32. Estónia · 33. Croácia · 34. Portugal · 35. Roménia | 36. Irlanda · 37. Dinamarca · 38. Moldávia · 39. Eslovénia · 40. Arménia · 41. Hungria · 42. Noruega |

Nota
- Durante o evento, o Azerbaijão (42º votante) teve que trocar de lugar na lista com a Noruega (17º votante), pois este último estava com problemas no sistema de votação (usando a mistura do júri apenas com os votos do SMS)

#### Países que obtiveram 12 pontos na final
Como vem sendo hábito, e por ser a pontuação máxima, os 12 pontos tornaram-se um símbolo do Festival Eurovisão da Canção, sendo a votação que determina o favorito de um país, e que pode virar o resultado a qualquer momento, assim como desempatar países que estejam empatados. Em baixo, é possível ver uma tabela com o número de 12 pontos que cada país recebeu, e os respectivos países que deram a sua pontuação mais alta a determinado país.
| #  | Países Pontuados     | Países Votantes |
| -- | -------------------- | --- |
| 16 | Noruega              | Espanha, Bielorrússia, Alemanha, Suécia, Islândia, Israel, Rússia, Letónia, Lituânia, Ucrânia, Polónia, Países Baixos, Estónia, Dinamarca, Eslovénia, Hungria |
| 6  | Turquia              | Bélgica, França, Suíça, Reino Unido, Macedónia do Norte, Azerbaijão                                                                                           |
| 3  | Bósnia e Herzegovina | Montenegro, Sérvia, Croácia |
| 3  | Grécia               | Bulgária, Albânia, Chipre |
| 3  | Islândia             | Malta, Irlanda, Noruega |
| 2  | Estónia              | Finlândia, Eslováquia |
| 2  | Moldávia             | Portugal, Roménia |
| 1  | Arménia              | Chéquia |
| 1  | Azerbaijão           | Turquia |
| 1  | Croácia              | Bósnia e Herzegovina |
| 1  | Espanha              | Andorra |
| 1  | Reino Unido          | Grécia |
| 1  | Roménia              | Moldávia |
| 1  | Rússia               | Arménia |
| 0  | Albânia              | - |
| 0  | Alemanha             | - |
| 0  | Dinamarca            | - |
| 0  | Finlândia            | - |
| 0  | França               | - |
| 0  | Israel               | - |
| 0  | Lituânia             | - |
| 0  | Malta                | - |
| 0  | Portugal             | - |
| 0  | Suécia               | - |
| 0  | Ucrânia              | - |

Notas
- Para ter informação das pontuações do Júri, consulte este artigo

### Mapa de classificações

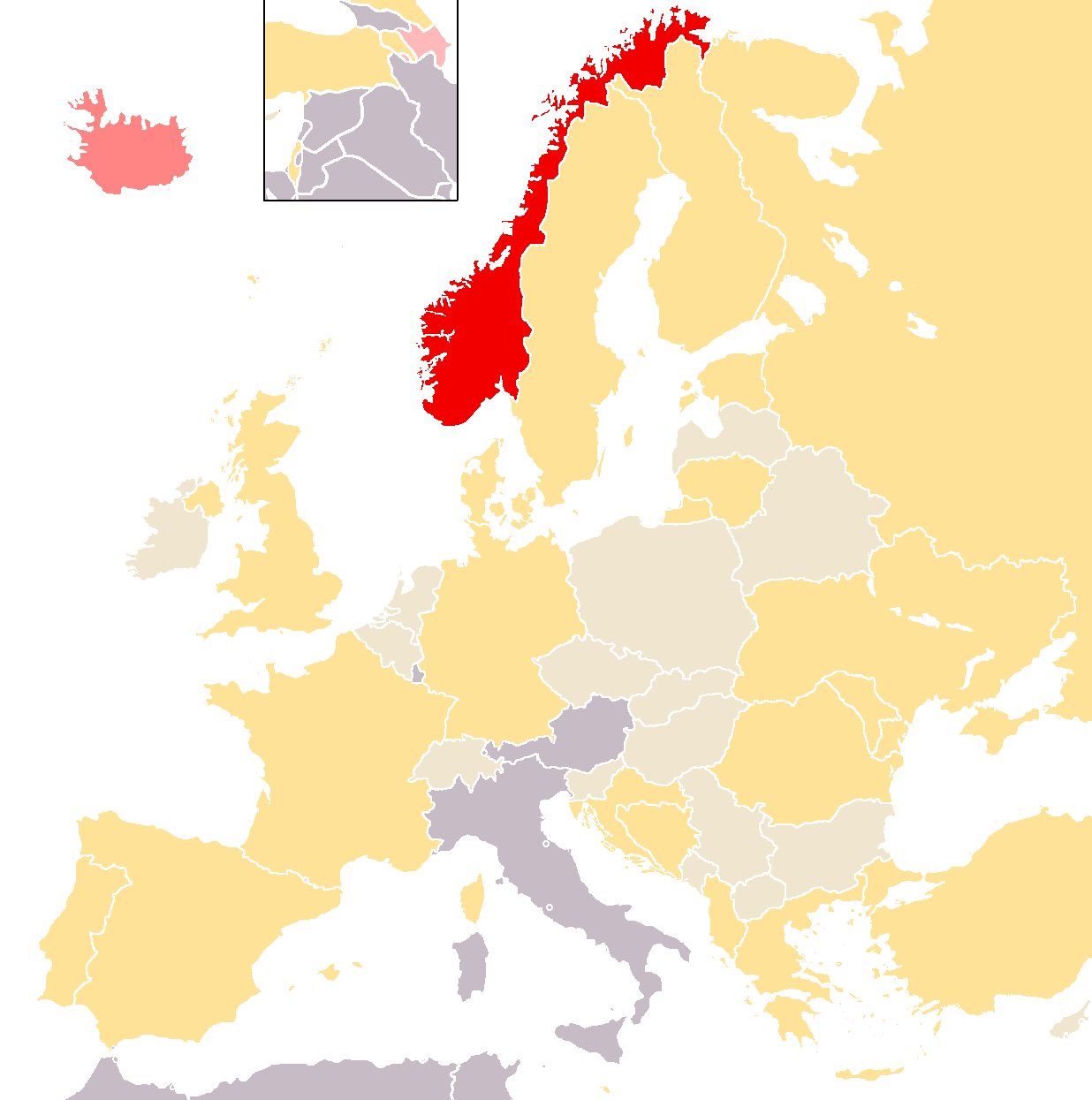
A vermelho, a Noruega, vencedora do festival; A cor de tijolo, 2º lugar, islândia; A cor de rosa claro, 3º lugar, Azerbaijão; a amarelo todos os países que participaram na final; creme, países que não passaram da semifinal.

## Cobertura rádio-televisiva

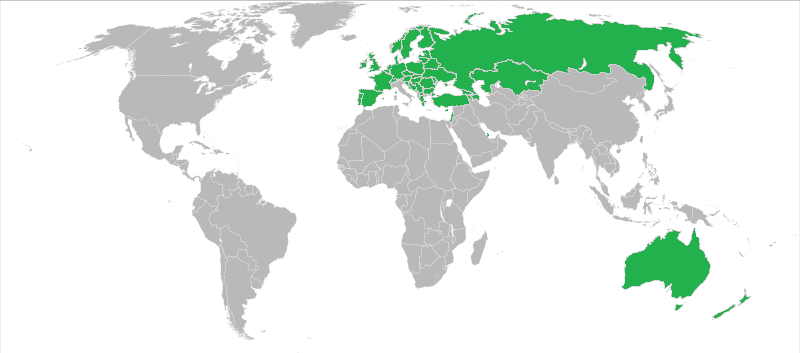
Mapa com todos os países que transmitiram o festival (verde);Nota: este mapa apenas inclui os países que transmitiram o festival e não aqueles que também o puderam ver(o que é todo o Mundo através das televisões internacionais de cada país).

O Festival Eurovisão da Canção, é o programa não-desportivo que consegue juntar o maior número de telespectadores ao mesmo tempo em todo o Mundo (para lá dos Jogos Olímpicos, e finais de Europeus e Mundiais de Futebol). Todos os anos, mais de 100 milhões de pessoas por toda a Europa vêem o espetáculo, traduzido em directo por um comentador escolhido pela sua televisão transmissora, membro da EBU. Porém, o festival para além de ser transmitido televisivamente, também o é transmitido através de estações de rádio, e mais recentemente em directo (e posteriormente em vídeo on-demand), no site oficial do festival, através da eurovision.tv. Todos os anos, cerca de 50 televisões, 12 rádios e um canal oficial de televisão on-line (eurovision.tv), transmitem o festival para mais de 100 milhões de pessoas, no entanto o número vem a aumentar todos os anos, principalmente por países que já não chegavam à final, chegarem lá, tal aconteceu em 2008, quando Portugal passou pela primeira vez à final, desde a implantação de uma semifinal. A RTP, televisão portuguesa que emite o festival, teve na final do concurso, mais de 3 milhões de telespectadores (num país com pouco mais de 10 milhões de pessoas). O mesmo aconteceu na Sérvia. Para 2009, é esperada uma audiência de 200 milhões de pessoas espalhadas por todo o Mundo, mas uma maioria na Europa. Nas secções em baixo, é possível ver que televisões emitem festival, e que eventos emite assim como se são em directo ou não. Também as televisões que transmitiram para todo o Mundo, encontram-se na lista. Assim que estiver disponível, também será editada uma lista com as emissoras de rádio.

### Cobertura televisiva das semifinais e final
Todas as televisões que enviam um representante para uma edição do Festival Eurovisão da Canção, são obrigados a transmitir pelo menos a semifinal em que entram e a final (à excepção dos Big4, que se quiserem podem apenas transmitir a final). No entanto, os países podem escolher também transmitir a semifinal onde não participam, o que é adoptado pela maioria, mesmo que por vezes a semifinal onde não participa, seja transmitida noutro horário. Como exemplo mais "aficcionado", temos a BBC do Reino Unido, que tranmitirá os três espetáculos em directo, e no dia a seguir aos mesmos em diferido (às 00:45 UGT). Em baixo está uma lista com as televisões membros da EBU, que têm os direitos e o dever de transmitir o Festival Eurovisão da Canção 2009:
| - RTSH - RTVA - ARMTV - TP /NDR/ARD - ITV - VRT e RTBF - BTRC | - BHRT - BNT - CyBC - HRT - DR - STV - RTV SLO | - TVE - ERR - FTV - YLE - ERT - MTV - RTÉ | - RÚV - IBA - LTV - LRT - MKRTV - TVM - TRM | - RTCG - NRK - TVP - RTP - NOS - CT - TVR | - C1R - BBC 3 /BBC - RTS - SRG SSR - SVT - TRT - NTU |

Legenda
| - Transmitiu a 1.ª semifinal em directo - Transmitiu a 1ª semifinal noutro horário | - Transmitiu a 2.ª semifinal em directo - Transmitiu a 2ª semifinal noutro horário | - Transmitiu a final em directo - Transmitiu a final noutro horário |

Nota
- A National Television Company of Ukraine (NTU), televisão da Ucrânia, por motivos financeiros pode vir a não transmitir o festival em directo. Caso isso aconteça, a televisão membro da EBU, terá que pagar uma multa, e o país ficará impedido de competir no Festival Eurovisão da Canção durante três anos.

### Cobertura televisiva pelo mundo
Através da internet, será possível ver o concurso em qualquer parte do Mundo. Para além disso, várias televisões de vários países não europeus, transmitiram o festival. Também várias televisões Europeias transmitiram o festival nos seus canais internacionais. Também é afirmado que nos Estados Unidos da América e na Índia, o festival vai ser transmitido, porém nada disso está confirmado oficialmente. A lista de televisões transmissoras do festival a nível internacional pode ser observada em baixo.
 Australia
- A Austrália não pode, nem está autorizada a entrar no concurso, no entanto o festival será transmitido na televisão pela/na Special Broadcasting Service (SBS) tal como aconteceu em anos anteriores.[353] A 1.ª semifinal será transmitida sexta-feira, dia 15 de Maio, às 19h30 hora local (09:30 UTC), por sua vez a 2.ª semifinal irá para o ar no dia seguinte, sábado, dia 16 de Maio às 19h30 hora local (09:30 UTC), por fim a final poderá ser vista na televisão australiana no domingo, dia 17 de Maio às 19h30 hora local (09:30 UTC).[353] Este ano, pela primeira vez, a televisão australiana enviará os seus próprios comentadores para o festival, os comantadores e apresentadores de televisão, Julia Zemiro e Sam Pang, que também irão apresentar vários programas de antecipação ao festival no país.[354] A SBS também irá transmitir a Festival Eurovisão da Canção Júnior e o Festival Eurovisão da Dança, ambos de 2008, antes do Festival Eurovisão da Canção 2009. O Festival Eurovisão da Dança 2008 será transmitido na SBS quarta-feira, dia 9 de Maio às 13h hora local (3h UTC), enquanto que o Festival Eurovisão da Canção Júnior 2008 será emitido dia 13 de Maio, também quarta-feira, e à mesma hora, 13h hora local (03:00 UTC). A SBS também transmitirá os espetáculos organizados pela EBU, intitulados por Eurovision Countdown, a serem emitidos nos dias 13, 14 e 15 de Maio, às 17h30 hora local (7h30 UTC) antes das semifinais e da final da edição 2009.[355]

 Austria
- A Österreichischer Rundfunk (ORF) confirmou os detalhes das transmissões relacionadas com o Festival Eurovisão da Canção 2009. Ambas as semifinais serão transmitidas pela ORF, porém não em directo, as emissões começaram apenas depois da meia noite CET. A apresentação das músicas será transmitida na noite da final, depois de a votação da final do festival ser transmitida ao vivo. O espetáculo Eurovisivo será transmitido na totalidade mais tarde naquela noite. Em todos os três espetáculos, haverá um comentador, será o apresentador da rádio Ö3, Benny Hörtnagl.[356][357]

 Kazakhstan
- A El Arna, televisão do Cazaquistão, membro associado da EBU, irá, à semelhança do ano passado, transmitir o festival no seu país. A El Arna, quer tornar-se membro activo da EBU, e poder assim juntar-se ao festival, no entanto, a EBU, em conferência de imprensa constatou que países fora da Europa não poderiam entrar no concurso, o que levantou algumas dúvidas quanto aos países transcontinentais como o Azerbaijão, por exemplo.[358]

 New Zealand
- A Nova Zelândia costumava transmitir o festival na sua televisão, através da Kiwi television, porém passaram-se trinta anos sem qualquer emissão do evento em território nacional. Este ano, pela primeira vez (em trinta anos), o festival será transmitido no país, através de satélite, pela Triangle Television. Porém e ao contrário da sua vizinha Austrália, a Triangle Television, apenas transmitirá a final, em stratos, no dia 17 de Maio de 2009 (um dia depois da final ocorrer).[359]

 Kosovo
- A Radio Television of Kosovo (RTK) também irá transmitir o espetáculo no seu país. O Kosovo tornou-se país independente apenas em 2008, e planeava entrar já na edição 2009 do festival, no entanto a televisão ainda não era membro da EBU, facto que não deverá impedir o recente país, de entrar numa das próximas edições (tudo aponta para o Festival Eurovisão da Canção 2010). A confirmação de que transmitiria o festival no seu território, foi dada por Svante Stockselius, em conferência de imprensa, a 13 de Maio de 2009.

 Mundo Fora
- Uma transmissão em directo do Festival Eurovisão da Canção será transmitida para todo o mundo, através de outros canais da mesma estação televisiva que irá transmitir para o seu país anfitrião. Por exemplo, a RTP em Portugal, transmitirá o festival para Portugal, e o sub-canal RTP Internacional, transmitirá para todo o mundo, para que todos os mais de 200 milhões de lusófonos possam ver o festival. Em baixo está uma lista das estações televisivas de cada país, que transmitirá o festival para além das suas fronteiras:

| - TVSH - ARMTV - BVN Benelux - ERT World - LTV | - MKTV Sat - TVP Polonia - RTP Internacional - RTP África - RTP Madeira | - TVR international - RTS Sat - TVE Internacional - SVT World - TRT International | - LTV World - TNB - BBC Worldwide - TRT Int-Turk - TRT AVAZ | - DR1 - NRK - C1R International - France 3 - ARD Das Erste | - HRT Sat |

O site oficial do Festival Eurovisão da Canção também irá transmitir o festival via peer to peer meio Octoshape. No ano passado a audiência através da internet chegou aos 74 mil telespectadores, para 2009, mais de 100 mil são esperados.
Em Portugal, 3 canais distintos da RTP transmitirão festival, e apesar de a Madeira ser território nacional, está incluída nas transmissões internacionais, por ser uma transmissão além fronteiras Europeias (de lembrar que a Madeira pode ser considerada parte integrante do Continente Africano).

#### Cobertura televisiva em alta definição
Pela terceira vez, o festival também será transmitido em canais de alta definição. Alguns países, através do seu canal de alta definição, também possibilitaram que outros países assistam ao festival em HD. O canal RTS da Sérvia, em 2009 apostou na difusão do festival, transmitindo-o de quatro maneiras diferentes. Esta grande transmissão deve-se ao facto de no último ano as audiências terem aumentado significativamente (de lembrar que a Sérvia foi o país anfitrião em 2008).
| - BBC HD | - RTS Digital | - ETV HD | - TVR HD |

#### Cobertura televisiva via internet
Pela primeira vez (oficial), algumas televisões irão transmitir o festival através da internet. Para além disso, o site oficial do Festival Eurovisão da Canção, eurovision.tv, também irá transmitir o espetáculo em directo para todo o Mundo (mas sem qualquer tradução, ou número de telefone para votação).
| - eurovision.tv | - RTS | - TVE | - TRT INT |

#### Cobertura televisiva via telemóvel
Pela primeira vez também, existem canais televisivos que transmitem o festival, em canais próprios para telemóveis.
| - RTP Mobile |

### Rádio
No Festival Eurovisão da Canção 2008, 12 emissoras de rádio emitiram o festival, este ano espera-se que o mesmo aconteça.
 Qatar
- A Qatar Radio enviou uma delegação para Moscovo, para cobrir o evento, com esperança de poder entrar numa edição futura (apontada para o Festival Eurovisão da Canção 2011).[365] A Qatar Radio também irá transmitir o Festival Eurovisão da Canção 2009.

Até ao momento, apenas as rádios listadas abaixo confirmaram a emissão do festival (rádios de países que concorrem ao festival):
| - Radio Two | - BBC Radio 2 |  |

### Comentadores
Como já é hábito, desde o início das transmissões do festival, cada televisão membro, escolhe um ou mais comentadores, que em directo, traduzem o festival para a língua materna do país a que pertencem. Na ligação acima, é possível observar uma tabela com todos os comentadores que cada país levará a Moscovo, para reportar o festival, que é apenas apresentado em inglês e francês, no local onde está a decorrer (por vezes surgem apresentações na língua do país anfitrião, ou em inglês).

## CD e DVD oficial
O CD oficial do Festival Eurovisão da Canção 2009, ficou disponível a 1 de Maio de 2009. O CD é um CD duplo, onde estão gravadas digitalmente todas as 42 músicas a concurso, custando um total de 19,95 euros. Porém o download de todas as músicas do festival (em versão normal e karaoke), ficou disponível a 12 de Abril de 2009, no site oficial, a 0,99 euros cada. O DVD apenas estará disponível a 5 de Junho de 2009, e será um DVD triplo, com os três espetáculos e extras, e será vendido a um preço de 24,95 euros.
Para além do CD e DVD, outros produtos foram lançados para o evento. Pela primeira vez, foi criado um livro com todo o programa do festival. Intitulado por The official programme of the Eurovision Song Contest 2009 inclui os discursos de boas-vindas, perfis de todos os países a concurso, fala sobre o vencedor do festival em 2008 e o tour efectuado pelo mesmo, tem artigos sobre Moscovo, sobre o palco, sobre os apresentadores, todas as letras das músicas, etc, com um custo de 19,95 euros Para além destes três produtos, muitos outros foram editados. Desde canecas, porta-chaves, camisolas/T-shirts, tapetes para ratos, a pins, posters, bonés, mochilas, imans, etc, tudo a preços que rodam os 20 euros. Para além disso, também foram criados vários pacotes, sendo o mais importante deles, o Red Square Packtage, o pacote inclui o CD, o DVD, o programa oficial e as moedas do Festival Eurovisão da Canção 2009 (com um custo de 44,95 euros).

## Factos e controvérsias

### Retorno da Eslováquia
A Eslováquia, voltou ao concurso no Festival Eurovisão da Canção 2009, após onze anos de ausências (desde 1998). Tal facto deveu-se à conversa/reunião que houve entre a televisão eslovaca STV e entre a EBU. Mais tarde o director da EBU, Bjørn Erichsen, confirmou a participação/regresso deste país no festival.
Já no ano passado, a Eslováquia demonstrou um interesse em participar, tal como havia acontecido nos anos anteriores desde 1998. Porém, nunca havia sido possível regressar ao festival devido a dificuldades finaceiras. No entanto, em 2008, o país já deveria ter participado, no entanto não conseguiu, devido aos elevados custos para a transmissão dos Jogos Olímpicos, que a STV teve de pagar.

### Boicote: planos com antecedência
Devido às acções da Rússia durante a guerra na Geórgia, em Agosto de 2008, havia muitos países - especialmente na Europa Oriental - que reflectiram, de modo a que a concorrência boicotasse o festival (pelo mesmo se se realizasse na Rússia). Estes países incluíram: a Geórgia, que já havia confirmado que não iria participar, mas, em Dezembro, após a vitória na Festival Eurovisão da Canção Júnior 2008, decidiu participar e os Estados Bálticos da Estónia, Letónia e Lituânia.
Desde então, o Ministro da Cultura da Estónia, Laine Janes, veio a sugerir que, juntamente com a Letónia e a Lituânia, deveria-se realizar um boicote em sinal de protesto. A Lituânia manteve o boicote como uma opção, o conflito no Cáucaso poderia persistir. No entanto, na Letónia, tanto a televisão estatal Latvijas Televizija, assim como o eminente compositor e ex-ministro da cultura da Letónia Raimonds Pauls, estavam contra uma retirada, e por fim, a VTL finalmente confirmou a sua participação no concurso, em Moscovo.
Além disso, a televisão oficial da Estónia, a Eesti Rahvusringhääling, confirmou participação no concurso, uma vez que num estudo, 66% dos estónios afirmaram querer o seu país representado na Eurovisão. A 31 de Outubro, foi a vez de a Lietuvos Nacionalinis Radijas ir Televizija, a televisão da Lituânia membra da EBU, confirmar a sua presença em Moscovo.

### Geórgia vs Rússia + EBU

A Guerra na Ossétia do Sul em 2008, foi o evento que despoltou toda a confusão na Eurovisão entre a Rússia e a Geórgia.

Logo no início, a Geórgia manteve-se hesitante em enviar representação para Moscovo, devido à recente guerra entre a Rússia (país anfitrião) e o país. No entanto, a Geórgia resolveu participar devido à sua recente vitória na Eurovisão Júnior. Durante dois meses, o canal georgiano, GPB, organizou a sua final, para escolher o representante. A final deu-se, de onde saíram vencedoras, as Stefane & 3G, com a música "We don't wanna put in". A partir de aqui toda a polémica anteriormente ultrapassada voltou, deste vez por causa da música. Ao se ler o título, apenas o interpretamos como um normal, em que a tradução significa apenas Nós Não Queremos Pôr, no entanto, o título da música foi considerado um jogo de palavras, desmentido várias vezes pelo grupo representante. Se se analisar o título pelo jogo de palavras, a tradução fica Nós Não Queremos Putin. As últimas palavras put in, aos olhos dos críticos, referem-se ao Primeiro-Ministro da Rússia Vladimir Putin, que juntamente com a primeira parte do título torna-se mais séria. Também durante a música, várias partes foram entendidas como ofensas ao Primeiro-Ministro, que tinha lançado guerra na Geórgia. A música foi assim considerada uma ofensa pessoal a Putin, e devido a toda a polémica que originou, a EBU desqualificou-a, referindo que não correspondia às regras do concurso. O grupo que canta a música desmentiu todas as acusações, afirmando que a música não tem nada de político e é apenas uma música de festival. A Geórgia teve a oportunidade de escolher outra música ou de alterar a sua música para a representar em Moscovo, mas o país não aceitou a proposta e resolveu boicotar o festival em Moscovo. No entanto, e depois mesmo de ter sido desqualificada e de se ter retirado, a Geórgia tem sido convidada por vários países europeus, para interpretar a sua música, tal como outros concorrentes fazem para divulgar a música que cantaram no festival. O grupo georgiano escolhido pela população do país actuou em quase todas as capitais da Europa, e em várias cidades do Reino Unido. E enquanto este tour acontecia, o grupo voltava a afirmar que a música não tinha sido criada para resultar no que aconteceu, que era apenas uma música de estilo disco e nada mais. No entanto, em 10 de Maio, dois dias antes da primeira semifinal do festival, a comitiva georgiana acabou por confirmar que a sua música era de carácter político e sátiro, contra o Primeiro Ministro Russo, Vladimir Putin. A Geórgia afirmou ainda que nunca teve intenções de actuar em Moscovo, e agradeceu por todo o mediatismo dado pelos meios de comunicação, a fim de divulgarem a sua música, e pôr a descoberto o regime que ainda rege na Rússia.

### Plágios
Pela primeira vez no festival, houve acusações de plágios como nunca se vira. Quase todos os países viram os seus representantes acusados de plágio, que incluíam plágios de músicas de cantores famosos, e até mesmo plágios de músicas criadas por Ministros. No entanto, a maioria veio-se a revelar falsa, apenas com o intuito de denegrir a imagem do país. Apenas a Hungria, teve a escolha de representante mais atribulada, apenas tendo conseguido efectuá-la à terceira vez (na primeira vez, a música já havia sido apresentada antes do prazo que poderia ser, e na segunda, a cantora escolhida resolveu não representar o país, dois dias depois de ter sido escolhida).

### Transmissões espanholas
No dia 28 de Abril de 2009, a EBU aceitou o pedido de Espanha, para passar os seus direitos de transmissão e de votação para a 2.ª semifinal, ao invés da primeira como já estava destinado desde Março do mesmo ano. Tal pedido de troca de emissões e votações deveu-se ao facto de o canal espanhol estar a emitir um programa dedicado à Eurovisão, que acabará com uma grande gala no dia da 1.ª semifinal, ou seja, dia 12 de Maio de 2009. No entanto, o entrave maior à sua emissão foi o facto de no mesmo dia estar marcado o mais importante debate político espanhol, que ocorre apenas uma vez por ano, o Debate sobre el Estado de la Nación. No entanto esta troca suscitou algumas críticas e mal estar a alguns participantes, principalmente a Portugal e a Andorra, dois dos países que geralmente mais beneficiam dos votos espanhóis. Andorra, mesmo assim, foi o país que levou o ocorrido mais a sério, no entanto diz não precisar dos votos de Espanha para passar à final. No dia 5 de Maio, a representante espanhola fez uma conferência de imprensa, dirigida aos fãs da Eurovisão portugueses e andorrinos, explicando o que se passou, e que não haveria qualquer problema com aquela decisão. Já no dia 6 de Maio de 2009, a TVE afirmou que também transmitirá a 1.ª semifinal em directo, porém apenas no seu web site RTVE.es. Para piorar mais ainda a situação da televisão espanhola, no dia da segunda semifinal, o espetáculo foi para o ar uma hora mais tarde do que o previsto, pelo que a televisão não transmitiu a semifinal em directo. Em vez de transmitir a semifinal, a TVE transmitiu um torneio de ténis. As razões para tal (justificadas pelo canal televisivo), foram dificuldades técnicas em transmitir o evento em directo. As linhas telefónicas para a votação foram desactivadas, e a votação de Espanha ficou a cargo do seu grupo de cinco jurados apenas. Com este "incidente", a Espanha desrrespeitou uma das regras do festival, que diz que todos os países devem transmitir pelo menos a semifinal onde participam ou votam (como é o caso da Espanha). Porém, também em França houve problemas com as transmissões, pelo que o problema poderia ter sido por parte do canal russo C1R. No entanto, no dia a seguir à semifinal, a TVE confirmou que preferiu transmitir o torneio de ténis em vez do espetáculo eurovisivo, e que esperava que a EBU não a "castigasse", o que não aontecerá, pois a EBU exigiu uma justificação oficial por parte do canal espanhol, e decidirá o que fazer ao mesmo no seu próximo encontro. No entanto, tal sanção não prejudicou em nada a representante espanhola de 2009. No entanto, e no final acabou por ser confirmado que a EBU não iria sancionar Espanha. Por isso, Espanha já não é considerada como um país que possa desistir do Festival Eurovisão da Canção 2010.

### Ensaios: Polémica
Durante os ensaios, o desgosto de alguns artistas com os fundos da sua canção e o trabalho de câmaras é normal, no entanto em 2009, esses "arrufos" entre artistas e o canal russo C1R, foram elevados a outro nível. Alguns países apenas pediram para os fundos serem mudados, e foram "atendidos" pela organização (como no caso de Malta, por exemplo). No entanto, países como a Irlanda e a Lituânia não tiveram tanta "sorte". A Irlanda mostrou o seu desagrado em público, sendo o primeiro país de toda a história eurovisiva a trazer uma história deste género para a imprensa. Os representantes irlandeses queixaram-se do trabalho efectuado pelas câmaras no primeiro ensaio, de forma a mudar o mesmo já para o segundo, no entanto os operadores de câmara fizeram exactamente o mesmo que no primeiro ensaio. Por sua vez, a Lituânia também não gostou do trabalho das câmaras (o que também não foi mudado de um ensaio para o outro), e também pediu para o fundo que aparece durante a sua apresentação ser mudado, pedido este que não foi atendido. No entanto, o representante lituano foi mais longe, e afirma boicotar o festival caso os seus pedidos não sejam ouvidos.

### Oprah Winfrey Show
Pela primeira vez na história, o Festival Eurovisão da Canção também chegou aos Estados Unidos da América. No dia 8 de Maio de 2009, o programa mais visto da América, foi dedicado ao festival, passando vários momentos históricos do concurso e com a actuação especial do representante alemão, Oscar Loya (de lembrar que Loya cresceu na Califórnia e por isso e tido como cidadão norte-americano) Mais tarde, a 11 de Maio de 2009, a cadeia de televisão NRK confirmou (depois de ter obtido as autorizações prévias para tal), que iria passar o vídeo do representante norueguês no programa de Oprah Winfrey.

### Protestos LGBT
O activista russo pelos direitos gays, Nikolai Alekseev utilizou a presença do Festival na Rússia como uma plataforma para promover a posição do país em relação aos direitos das pessoas LGBT, contrariando o prefeito de Moscovo, Yuri Lujkov, que afirmou que a homossexualidade é "satânica". Alekseev anunciou que a edição 2009 da Marcha do Orgulho Gay de Moscovo, a parada gay anual da cidade, iria coincidir com a final do concurso, no dia 16 de Maio, o dia antes do Dia Internacional contra a Homofobia. A parada também foi chamada de "Parada Gay Eslávica", para promover os direitos e a cultura através de toda a Região Eslávica da Europa. O desfile foi não obteve autorização por Moscovo (pelos responsáveis da cidade), com base de que seria uma maneira de "destroir a moralidade da sociade" e foram emitidos avisos e declarações, afirmando que os manifestantes que se mivimentassem no sentido de realizar o desfile seriam tratados de forma "rigorosa", e essas "medidas rigorosas" seriam enfrentadas por qualquer um que se junta-se à manifestação. No evento, 20 protestantes foram presos pela polícia de Moscovo no dia da final, incluindo o próprio Nikolai Alexeyev e o activista pelos direitos humanos, Peter Tatchell, que exclamou "isto mostra que as pessoas na Rússia não são livres" enquanto era levado pela políca. A representante da Suécia, Malena Ernman consagrou a causa dizendo que ela não é homossexual, mas ficaria orgulhosa de se chamar isso a ela própria para ajudar os seus fãs. Ela constatou que ficou triste por causa do governo de Moscovo não permitir um "tributo ao amor". A porta-voz Sueca, Sarah Dawn Finer ao ler os votos, utilizou um pin ao peit, com um cão desenhado com as cores do arco-íris, em forma de solariedade. O vencedor norueguês do evento, Alexander Rybak também se referiu à controvérsia quando disse que o Festival Eurovisão da Canção é por si só a maior parada gay.

### Cartões postais da Arménia e do Azerbaijão
Uma série de controvérsias entre a Arménia e o Azerbaijão tiveram lugar durante as semifinais e final. O 'postcard' introdotório da Arménia (o pequeno vídeo clip que foi para o ar antes da actuação armeniana) mostrou, para além de outros monumentos, a We Are Our Mountains, uma estátua localizada em Stepanakert, a cidade capital não-reconhecida de Nagorno-Karabakh, que em de jure constitui parte do Azerbaijão. A estátua foi construída durante os tempos soviéticos para comemorar a ascensão dos territórios armenianos. O Azerbaijão fez uma queixa à EBU relativamente ao vidio, dizendo que o mesmo era inaceitável, visto/baseado no facto de Nagorno-Karabakh ser parte oficial do Azerbaijão, e que foi substancialmente editado pela televisão para a final. Em retaliação, a apresentadora dos votos armenianos, , Sirusho, tinha atrás de si, um quadro com a foto do monumento, repetido várias vezes enquanto ela revelava os votos, e por fundo, encontrava-se um ecrã com a principal praça da capital, para mostrar a disputa pelo monumento. Controvérsia à parte, os votos da Arménia foram revelados, e nenhum voto foi atribuído ao Azerbaijão por parte do seu país vizinho.
O Azerbaijão mostrou os monumentos Maqbaratoshoara e Segonbad, os símbolos das cidades de Tabriz e Urumieh no Azerbaijão região do Irão. A imprensa armeniana, posteriormente criticou o facto de que enquanto a demostração de um monumento por parte da Arménia, situado no Azerbaijão, na região de Karabakh depois do protesto do governo do Azerbaijão, este permitiu a introdução de monumentos Iranianos no seu cartão postal.
No final de Maio, a EBU pronúnciou-se pela primeira vez sobre o assunto, constatando que seriam anunciadas sanções para o Azerbaijão, em Junho. Tal como a referência constata, a televisão Azerbaijã falhou na parte de mostrar a representação armeniana, e em vez disso, colocou no ar, a actuação de outros representantes. Para além disso, durante os quinze minutos de votação, não apareceu nenhum número na televisão, para o público do Azerbaijão poder votar pela Arménia. O Azerbaijão negou todas as acusações, e promoveu um vidio da sua televisão, em suporte da sua posição.

### Estatísticas
Todos os anos, várias estatísticas são feitas, de forma a comparar as várias edições realizadas ao longo da história. Principalmente estas estatísticas incluem o número de línguas utilizadas no geral, os mais compridos e pequenos títulos das canções e o número de artistas.

#### Línguas
Tal como em todas as edições passadas, desde a retirada da regra da língua (que consistia em cada país ter que cantar pelo menos parte da música na sua língua oficial), em 1999, o inglês é novamente a língua mais usada no palco da Eurovisão outra vez. 32 de 42 países cantaram as suas músicas parcial ou inteiramente em inglês (24 das entradas, serão interpretadas apenas em inglês). Com um grande "espaço", a segunda língua mais utilizada na edição deste ano, é o russo, que será ouvido em três músicas (contando com a parte da canção proveniente da Lituânia, que será interpretada em russo). Em terceiro lugar, a língua mais utilizada é o francês, utilizado pela França e pela Suécia. Nove países utilizaram obviamente, mais do que uma língua em palco. A língua portuguesa será apenas utilizada na música representante de Portugal, como é hábito desde a entrada do país no festival há quase 50 anos. Assim como o português, há outras línguas que serão apenas utilizadas por um país concorrente.
18 países utilizaram uma (ou mais) das suas línguas nacionais oficiais em palco. Por outro lado, existem algumas músicas que não são interpretadas nem em inglês, nem noutra língua que seja a oficial do país que representam, como é o caso do romeno utilizado pela República Checa, o francês na música da Suécia, o russo interpretado na canção da Letónia e o ucraniano utilizado pela Rússia (facto que causou algum transtorno no início). Também se pode mencionar o uso do latim na entrada irlandesa, no entanto, a expressão Et cetera (mais conhecida como etc), tornou-se muito comum em muitas línguas.

#### Títulos das canções
O maior título de canção do Festival Eurovisão da Canção deste ano, é o da canção ucraniana: "Be my Valentine! (Anti-crisis girl)" com 34 caracteres o que o aproxima do recorded instituido em 1964, pela música alemã, "Man gewöhnt sich so schnell an das Schöne" com 41 caracteres. O título da música isrealita seria ainda maior do que o da música proveniente da Ucrânia, caso o título em hebreu da música tivesse sido acrescentado em parêntises ao actual título, contudo, e oficialmente a música é apenas intitulada como "There must be another way". Os títulos das músicas mais pequenas, correspondem às músicas da Lituânia e da Rússia, com as músicas "Love" e "Mamo" respectivamente. No entanto, ambas não são os títulos com menos caracteres numa música a concurso no festival, pois esse recorde cabe a algumas músicas que apenas são intituladas por dois caracteres, como por exemplo, "El" em 1982 e "Go" em 1988.

#### Artistas
Sem contar com os artistas que são considerados sub-cantores/dançarinos, os seguintes actos irão competir em Moscovo:
- 16 artitas femininos a solo;
- 10 grupos (4 grupos formados apenas por homens, 4 grupos mistos e 2 grupos formados apenas por mulheres);
- 8 artitas masculinos a solo;
- 8 duos (3 duos masculinos, 3 duos mixtos, 2 duos femininos).

O número de artistas femininos volta mais uma vez a ser superior ao de artistas maculinos, facto que já ocorre há várias edições do festival, no entanto nota-se um acréscimo de duos a concurso.

##### Artistas repetentes
Ao longo da história, vários artistas repetiram a sua experiência eurovisiva uma ou mais vezes. Em 2009, os repetentes foram:
| País (2009) | Foto                     | Artista         | Ano(s) Anterior(es) | País Representado | Canção                | Tradução          | Pontuação | Classificação |
| ----------- | ------------------------ | --------------- | ------------------- | ----------------- | --------------------- | ----------------- | --------- | ------------- |
| Malta       | Chiara Siracusa em 2009. | Chiara Siracusa | ESC 1998            | Malta             | "The one that I love" | Aquele que eu amo | 165       | 3º            |
| Malta       | Chiara Siracusa em 2009. | Chiara Siracusa | ESC 2005            | Malta             | "Angel"               | Anjo              | 192       | 2º            |
| Grécia      | Sakis Rouvas em 2004.    | Sakis Rouvas*   | ESC 2004            | Grécia            | "Shake It"            | Abana-o           | 252       | 3º            |

Notas
- Sakis Rouvas também foi o apresentador do Festival Eurovisão da Canção 2006
- Outros cantores realizaram uma repetição no concurso, porém não eram cantores principais nas suas actuações anteriores; por sua vez, existem cantores que anteriormente foram principais e neste ano são secundários (como no caso da Islândia)
- A apresentadora Alsou, também já foi concorrente no concurso, tendo representado a Rússia em 2000

### Números
Ao longo dos anos, mais particularmente a partir de 2000, a Eurovisão ultrapassou a barreira do ser um festival musical, passando assim a utilizar grandes arenas para a realização do concurso, assim como a construção de grandes palcos, etc. Em baixo podem ser vistos alguns dos números do Festival Eurovisão da Canção 2009, que conseguiu bater alguns recordes:
- Para filmar todo o festival, foram utilizadas 24 câmaras de filmar pela televisão russa;
- O conjunto de luzes Led, 2 mil metros quadrados ao todo, instalados no palco é igual à soma das luzes utilizadas nos palcos do Festival Eurovisão da Canção 2000, 2001, 2002, 2003, 2004, 2005, 2006, 2007 e 2008;
- O local do Festival Eurovisão da Canção 2009, é o segundo a acolher mais telespectadores ao vivo, com 10 mil metros quadrados. Com 16 mil espectadores nas bancadas, a edição de 2009 apenas é ultrapassada pelos 40 mil fãs que assistiram ao vivo ao espetáculo, em 2001, na Dinamarca;
- No total, todo o equipamento soma um gasto de energia de 6 milhões de watts;
- Ao todo, o equipamento do palco da edição 2009 da Eurovisão, pesa 450 toneladas;
- Mil metros quadrados, é a área total do palco onde actuaram os 42 concorrentes;
- Foram utilizados 1723 unidades de luz, para criar todo um novo visual a cada instante;
- Se todos os cabos utilizados no palco da Eurovisão 2009 fossem esticados todos ao comprido numa única linha, essa mesma linha atingiria 110 km de comprimento, quase o equivalente à largura de Portugal;
- As armações de ferro utilizadas para a concepção do palco, ao todo, e alinhadas em comprimento, perfazem um total de 3 mil metros (3 km);
- O Festival Eurovisão da Canção 2009, foi o mais caro de sempre, atigindo um orçamento de 42 milhões de dólares (cerca de 35 milhões de euros);
- 1200 painéis, 5.500 cartazes, 60 banners, 5000 bandeiras, e 50 grandes ecrãs de televisão foram criadas/instalados no centro da cidade e por toda a Moscovo;
- Para este festival, 10 mil pessoas foram acreditadas (autenticadas como ligadas ao festival directamente), 1100 faziam parte apenas das delegações de cada país (o que perfaz mais ou menos 26 pessoas por delegação), mais de 2300 jornalistas vindos de todo o Mundo (Europa, Canadá, EUA, Quatar, Austrália, Nova Zelândia, Índia, etc), mais todos os envolvidos naquela que foi a maior produção eurovisiva de sempre;
- De todos os Led screens do Mundo, a Eurovisão 2009, está a utilizar 30% dos mesmos (cerca de 1/3);
- O palco tem 25 metros de comprimento, por 12 metros de altura;
- Ao todo, e a contar apenas com espetáculos transmitidos na televisão, a Eurovisão na Rússia produziu 7 horas e 50 minutos de espetáculos eurovisivos durante a semana eurovisiva;
- O canal da Eurovisão no Youtube, é o segundo maior e mais visto canal do mundo.

#### Records Eurovisão
| Tipo de record                                     | Novo record           | Record anterior                          |
| -------------------------------------------------- | --------------------- | ---------------------------------------- |
| Total de pontos                                    | 387, Noruega          | 292, Finlândia (2006)                    |
| Margem vencedora                                   | 169, Noruega          | 70, Reino Unido (1997)                   |
| Número de 12 pontos para um país                   | 16, Noruega           | 10, Reino Unido (1997) 10, Grécia (2005) |
| Número de 8, 10, 12 pontos por um país             | 35, Noruega           | 20, Finlândia (2006)                     |
| Países deixados sem votos decisivos                | 12 (30 de 42 votaram) | 5 (20 de 25 votaram) (1997)              |
| Números de votos recebidos no total (chamadas+sms) | 10,680,682            | 8,825,527 (2008)                         |

## Galeria

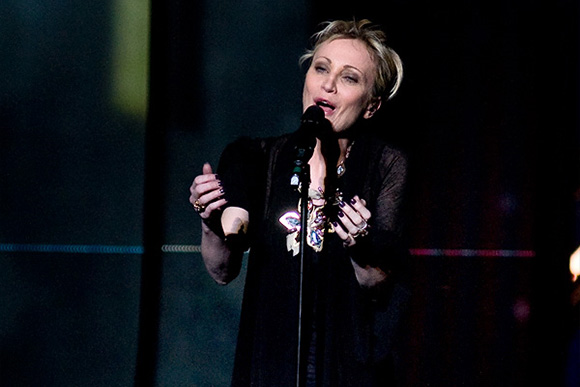
Patricia Kaas a interpretar Et s'il fallait le faire pela França
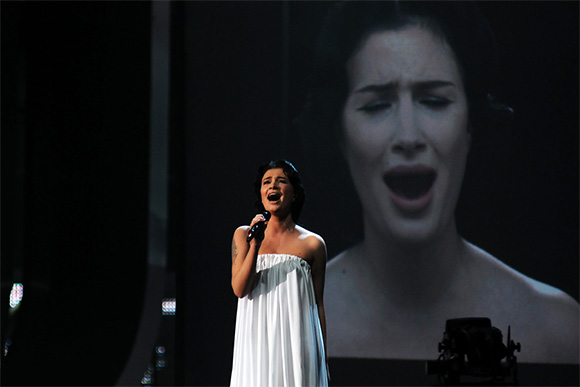
Anastasiya Prykhodko a interpretar Mamo pela Rússia
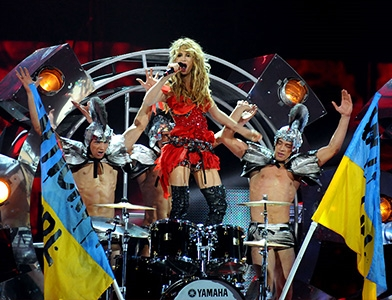
Svetlana Loboda a interpretar Be My Valentine pela Ucrânia

### Notícias (oficial)
- «Site Oficial do Festival Eurovisão da Canção»
- «Site Eurovisão Portugal»
- «Site Oikotimes, noticias sobre a Eurovisão, o mais lido em Portugal»
- «Site EscToday, noticias sobre a eurovisão»
- «Site Português, noticias sobre a eurovisão» Arquivado em 28 de maio de  2009, no Wayback Machine.
- «Esctime, noticias sobre o tema»
- «Noticias do festival pelo site Eurovisionary» Arquivado em 30 de junho de  2009, no Wayback Machine.

### Festival 2009
- «Site Oficial da Televisão Russa»
- «Site Oficial da Televisão Russa Dedicado ao Festival»
- «Site Oficial do Olimpiisky Indoor Arena»
- «Site Dedicado Ao Festival Eurovisão Na Rússia»
- «Pré-Votação do Festival»
- «Festival Dia-a-Dia (Diário)»